# Flughafen Makassar

i8
i11
i13
Der internationale Flughafen Sultan Hasanuddin (indonesisch Bandara Internasional Sultan Hasanuddin, IATA-Code: UPG, ICAO-Code: WAAA), auch Mandai genannt, liegt rund 20 Kilometer nordöstlich der indonesischen Millionenstadt Makassar, der Hauptstadt der Provinz Südsulawesi. Der Flughafen Makassar ist der flächenmäßig zweitgrößte Flughafen Indonesiens nach dem Flughafen Soekarno-Hatta und befindet sich täglich 24 Stunden in Betrieb. Dieser wichtigste Flughafen Ostindonesiens wird von fast allen indonesischen Fluggesellschaften angeflogen und ist für die staatliche Fluggesellschaft Garuda Indonesia das dritte Drehkreuz nach Jakarta/Soekarno Hatta und Ngurah Rai-Denpasar. Im internationalen Verkehr gilt der Flughafen Mandai-Makassar (UPG) als der offizielle zweite Eingangsflughafen Indonesiens nach Cengkareng-Jakarta (CGK), wobei der Flughafen Denpasar-Bali (DPS) wegen dessen touristischen Bedeutung als der dritte Sondereingangsflughafen gilt. Er ist einer von fünf großen Flughäfen, die von der indonesischen Regierung für das ab 2015 innerhalb ASEAN geltende Open-Skies-Abkommen bestimmt worden sind.

## Gebühren
Für nationale und internationale Flüge (ausgenommen Zwischenflüge) wird vor der Zollkontrolle von den Passagieren eine Flughafengebühr in bar erhoben. Diese beläuft sich zurzeit pro Person auf 50.000 Rupiah für nationale und auf 150.000 Rupiah für internationale Flüge. (10.000 Rupiah = ca. 0,67 Euro, Stand Mai 2017)
Die Busfahrt mit dem staatlichen Busunternehmen (DAMRI) kostet vom Stadtzentrum bis zum Flughafenterminal 30.000 Rupiah pro Person, während eine Taxifahrt rund 100.000 Rupiah kostet.

## Lage und Verkehrsanbindung
Das Flughafenareal befindet sich rund 20 Kilometer nordöstlich des Stadtzentrums von Makassar, im Grenzgebiet zu dem Nachbarbezirk Maros. In etwa 15 Minuten (17 km) erreicht man ihn über die Schnellstraße und in etwa 25 Minuten (23 km) über die Landstraße. Reisfelder und vereinzelte Siedlungen prägen die Umgebung. Nur 10 Kilometer östlich der Flughafenbegrenzung enden die Ausläufer eines Gebirgszugs. Der Flughafen selbst liegt in einer Tiefebene auf einer Höhe von 14 Metern über Meereshöhe, weniger als acht Kilometer von der Küste zur Straße von Makassar entfernt.
Die vielspurige Landstraße führt vom Stadtzentrum Makassars später gebündelt zur Stadt Maros nördlich des Flughafens und passiert dabei den nordwestlichen Flughafenzaun. Eine Flughafenzubringerstraße führt von dieser Verkehrsachse zum Fluggastgebäude. Das Terminal selbst ist nur mit Taxis und Kleinbussen an das öffentliche Verkehrsnetz angeschlossen. Ein Pendelbus verbindet es außerdem mit der Landstraße, auf der Linienbusse verkehren.
Die mautpflichtige, autobahnähnliche Schnellstraße vom Stadtzentrum Makassars zum Flughafen wurde von einer Tochtergesellschaft (PT Jalan Tol Seksi Empat – JTSE) des lokalen Großunternehmens Bosowa gebaut und danach betrieben. Die vielspurige 11,5 Kilometer lange Straße führt an einer Ausfahrt der bereits bestehenden Umgehungsautobahn Makassars in einem Industriegebiet in der Nähe des Hafens vorbei bis zum Flughafen. In der späteren Endausbaustufe soll sie bis zur nördlich liegenden Großstadt Maros führen. Die neue Verkehrsverbindung hat die Fahrzeit zwischen der Stadt und dem Flughafen deutlich verringert, da die vierspurige Landstraße als bis dahin einzige Verkehrsverbindung überlastet war.
Da der Verkehrsknotenpunkt am Eingang der Flughafenzufahrtstraße sehr dicht war und der Flugplan dadurch beeinträchtigt wurde, ist es dort von der Regierung, in 2017 eine Verbindungsrampe beziehungsweise ein Autobahnkreuz errichtet worden. Die in der anfänglichen Bauphase befindliche Bahnverbindung zwischen Makassar und Pare-Pare soll hier eine Haltestelle haben.

## Geschichte

### Betriebsphase in Kolonialzeit
Im Jahr 1935 beschloss die niederländische Kolonialregierung von Sulawesi die Errichtung eines Flugplatzes am Standort des heutigen alten Terminals. Der damalige Flugplatz mit einer 1600 m langen Graspiste (Startbahn 08/26) ging am 27. September 1937 in Betrieb und trug den Namen Flugplatz Kadieng (Lapangan Terbang Kadieng). Die niederländisch-indische Fluggesellschaft KNILM (Koninklijke Nederlandsch-Indische Luchtvaart Maatschappij), die Vorgängergesellschaft der heutigen Garuda Indonesia, führte den ersten kommerziellen Flug mit einer Douglas DC-2/F6 durch. Dieser führte von Makassar nach Surabaya auf der Insel Java.
Während des Zweiten Weltkrieges ließ 1942 die japanische Besatzungsregierung die Piste auf der vollen Länge betonieren, um den Flugplatz zu einem Fliegerhorst für die japanischen Luftstreitkräfte auszubauen. Diesen benannte man außerdem in Flugfeld Mandai (Mandai Airfield) um. Vom 7. November 1944 bis zum 3. Juli 1945 bombardierten alliierte Fliegerstaffeln das militärische Flugfeld.
Im Jahr 1945 baute die niederländische Kolonialregierung mit 4000 Zwangsarbeitern, die ehemals von den Japanern ausgenutzt wurden (Romusha), eine zweite 1745 Meter lange Start- und Landebahn in einer anderen Ausrichtung (Startbahn 13/31).

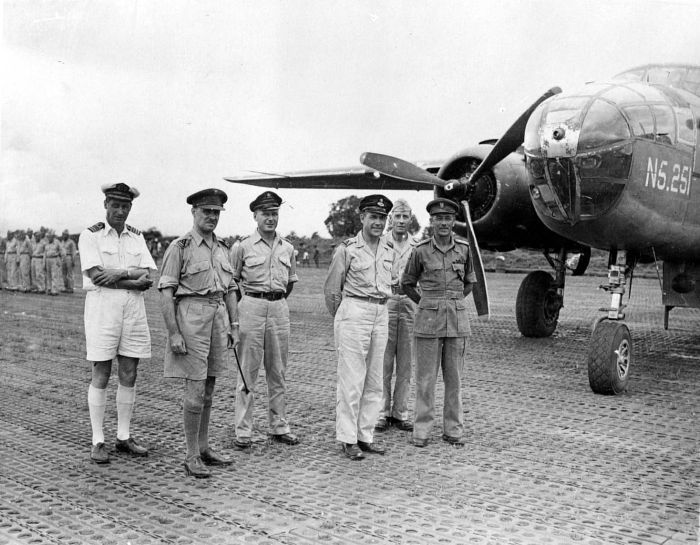
Abschied von Oberst Giebel, KNIL, auf dem Flugfeld Mandai (1946)
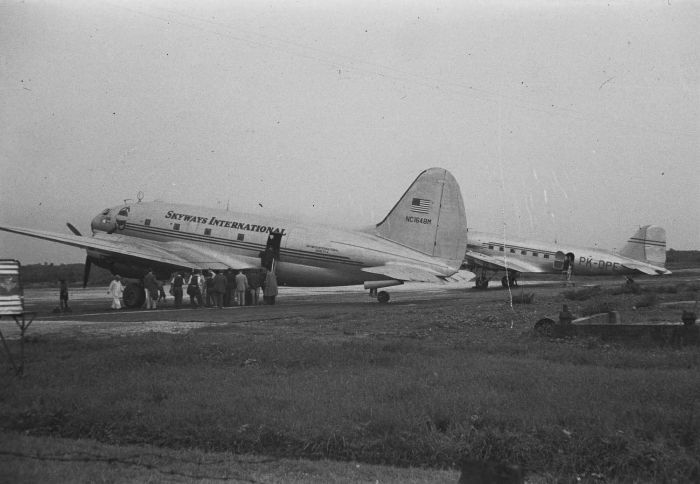
DC-3 der Skyways International auf dem Flugfeld Mandai (1948)
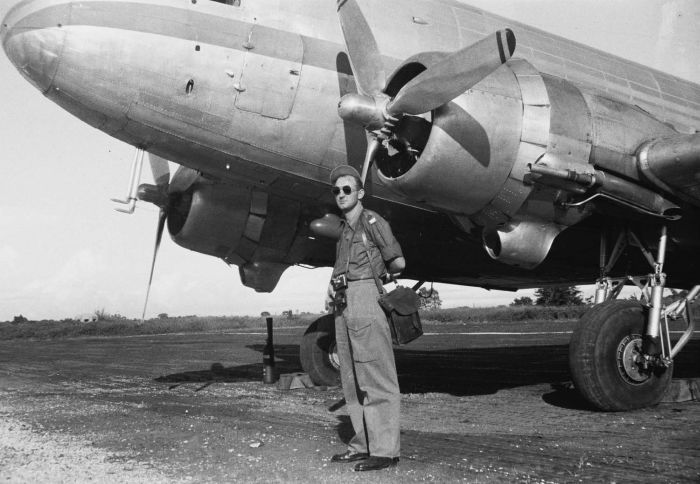
Cees Taillie posierte vor einer Douglas DC-3 auf dem Flugfeld Mandai (1949)

### Betriebsphase im unabhängigen Indonesien
Nach der Unabhängigkeit Indonesiens verlängerte 1955 das Amt der zivilen Luftfahrt die neue Piste zunächst auf 2345 m und benannte ihn in Flughafen Mandai (Pelabuhan Udara Mandai) um. 25 Jahre später baute man sie auf die aktuellen Maße von 2500 m Länge und 45 Meter Breite aus und benannte den zivilen Flughafen in Flughafen Hasanuddin (Pelabuhan Udara Hasanuddin) um. Ein Jahr später, 1981, wurde der Flughafen als Ein-/Ausgangsflughafen für die muslimische Pilgerfahrt (Haddsch-Saison) erklärt.
Im Jahr 1985 wurde der Flughafen nach dem neuen indonesischen Begriff für Flughafen in Bandar Udara Hasanuddin oder abgekürzt Bandara Hasanuddin umbenannt.
Seit 1992 verfügt die Flughafenfeuerwehr über zwei moderne Löschfahrzeuge des österreichischen Herstellers Rosenbauer, zusätzlich neben zwei anderen Fahrzeugen.
Seit dem 1. Januar 1993 ist die staatliche Flughafenbetreibergesellschaft PT (Persero) Angkasa Pura I für den Betrieb des Flughafens zuständig.
Ende 1994 erhielt UPG den Status eines internationalen Flughafens (Bandar Udara International Hasanuddin), und im Januar des folgenden Jahres führten die Malaysia Airlines den ersten internationalen Linienflug durch. Bald darauf folgte die singapurische Silk Air mit Nonstop-Flügen nach Singapur. Im Zusammenhang mit den muslimischen Haddsch-Pilgerreisen führte man bereits 1990 den ersten Flug mit Ziel außerhalb Indonesiens durch. Seitdem fliegen in der Haddsch-Saison Großraumflugzeuge die Strecke nach Dschidda ohne Zwischenhalt.

### Betriebsphase im 21. Jahrhundert

#### Alte Flughafenanlage
2004 betrieb die Flughafengesellschaft im Zuge der rasanten Entwicklung der Passagierzahlen seit Anfang des neuen Jahrtausends ein massives Ausbauprogramm. Inlandsflüge und internationale Flüge wurden damals in zwei getrennten Bereichen des Fluggastgebäudes abgefertigt. Die nur rund 900 Meter lange, parallel verlaufende Rollbahn stellte das größte Hindernis zur Kapazitätserhöhung der Flugbewegungen dar. Sie konnte nicht auf volle Länge der alten Hauptpiste erweitert werden, weil der alte Tower samt umliegender Gebäude dazu verlegt werden müsste. Im Regelbetrieb starteten alle Maschinen gen Westen, Richtung Küste, um die Kapazität der Flugbewegungen auf einem hohen Niveau zu halten, denn diese wurde ohnehin durch die zu kurze Rollbahn eingeschränkt. Deshalb mussten alle startenden Flugzeuge am östlichen Ende der Piste eine 180°-Drehung vollführen, um in Startposition zu kommen. Auch mussten einige landende Maschinen bis zum Ende der Start- und Landebahn ausrollen und kehrtmachen, um auf das Vorfeld zu gelangen. Der Anflug auf die alte Hauptpiste von Osten barg einige Schwierigkeiten und galt vielen Flugkapitänen sogar als berüchtigt, da man wegen mehrerer Hügel kurz vor dem Aufsetzen auf der Piste eine scharfe Linkskurve fliegen musste. Der Anflug von Norden, mit einer einschwenkenden Rechtskurve, barg wegen der dortigen Berge und Hügel viele Gefahren. Außerhalb des Regelbetriebs wurden von Westen her mehr sichere Anflüge unternommen.
2005 bekam die alte Hauptpiste auf fast voller Länge einen neuen Asphaltbelag. In dem Jahr kaufte die Betreibergesellschaft Angkasa Pura I alle nötigen Landrechte für die neue Start- und Landebahn; die wenigen Menschen, die dort lebten, wurden umgesiedelt. Im Juli 2005 wurde der bereits fertiggestellte neue Kontrollturm in Betrieb genommen. Dieser diente zugleich der indonesischen Flugsicherung als Makassar Advanced Air Traffic Services (MAATS) und kontrolliert das sogenannte Fluginformationsgebiet (FIR) Ujung Pandang, die eine Verschmelzung der vorherigen Fluginformationsgebiete von Makassar (Ujung Pandang) und Bali darstellt und den mittleren und östlichen Teil Indonesiens umfasst. Der Betrieb wurde bis 2013 von PT. Angkasa Pura II verwaltet.

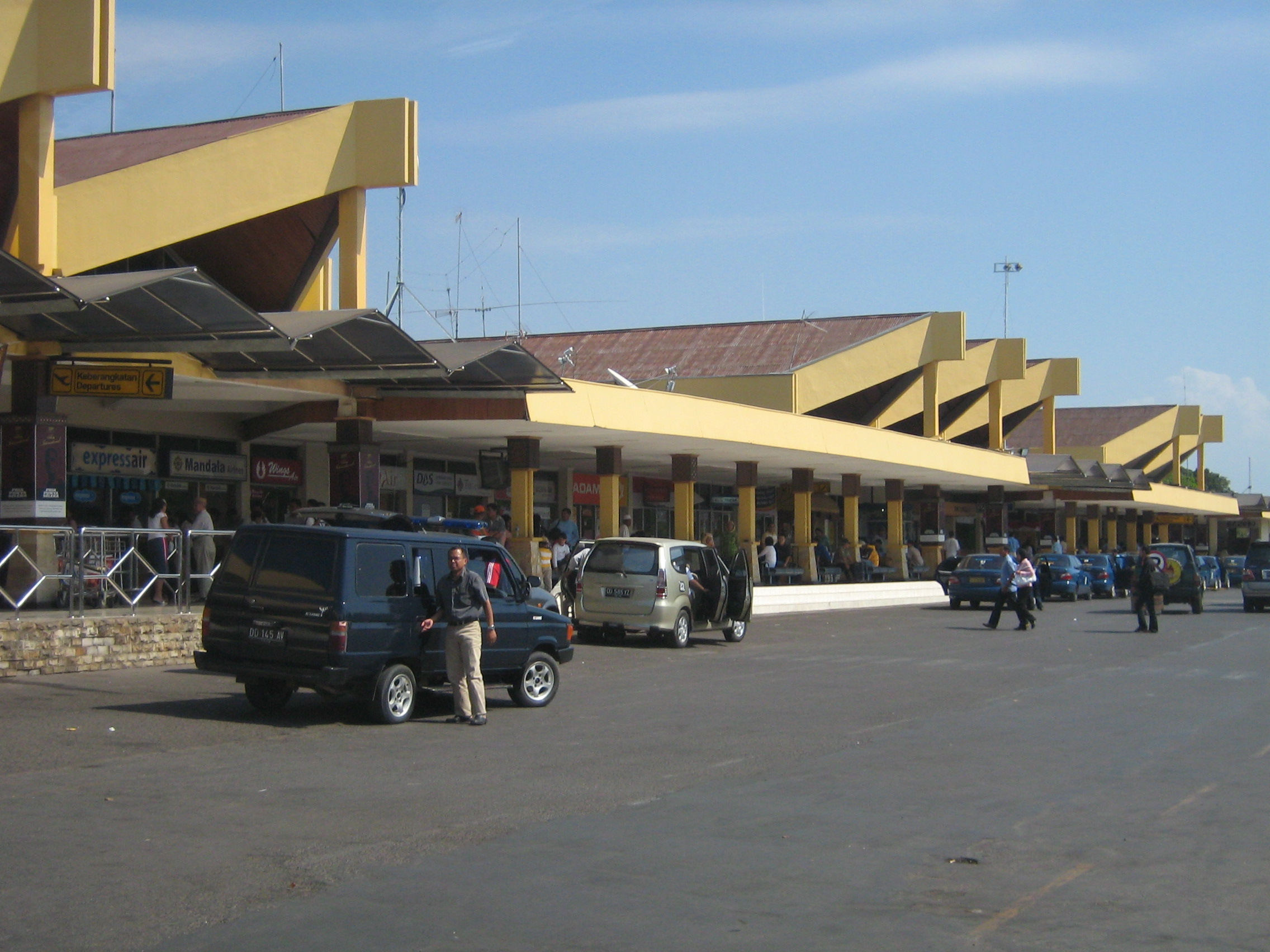
Anfahrt des alten Fluggastgebäudes (2006)
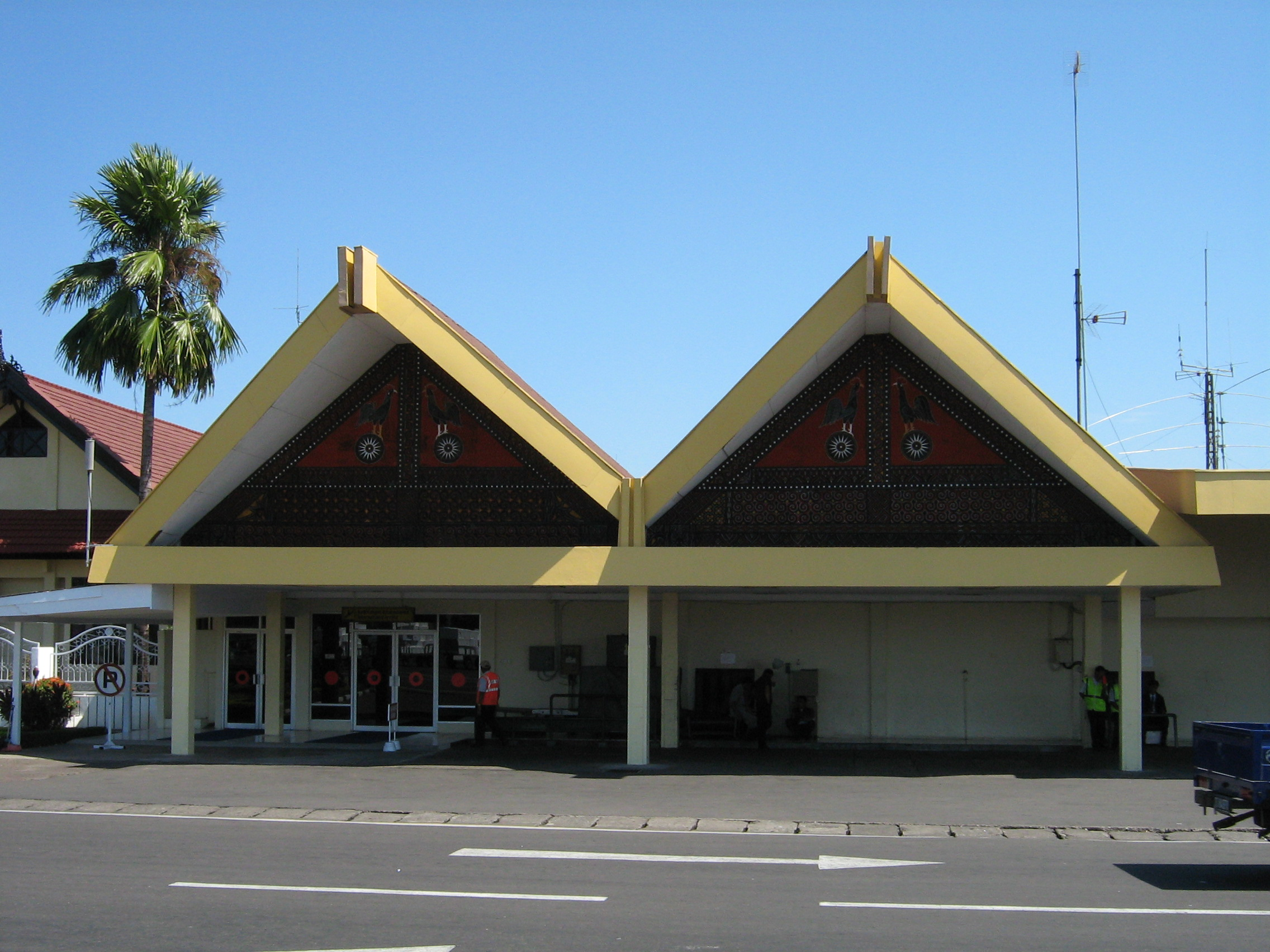
Das alte Fluggastgebäude mit Torajaähnlicher Bedachung (2006)
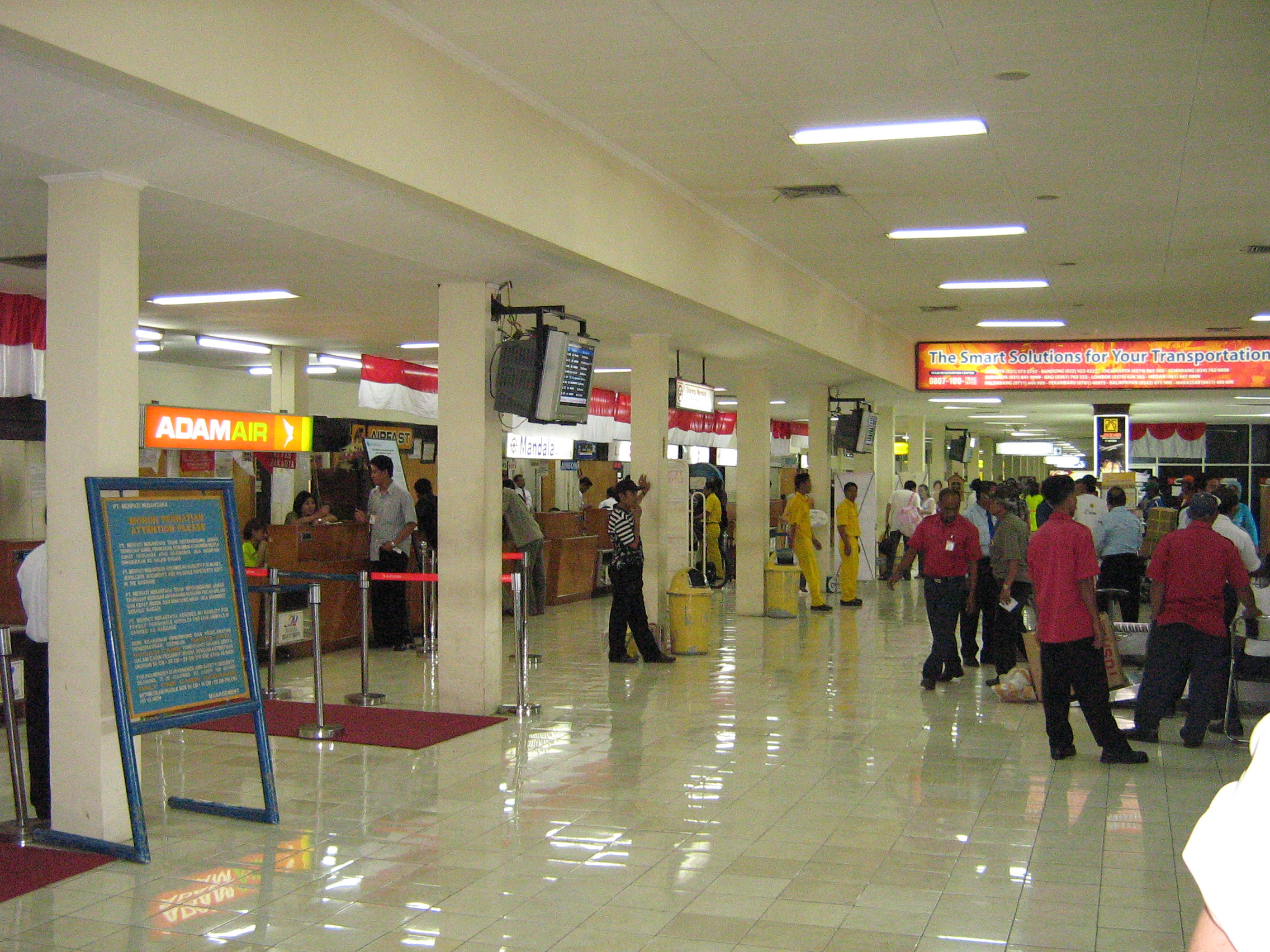
Check-in-Halle im alten Fluggastgebäude (2006)
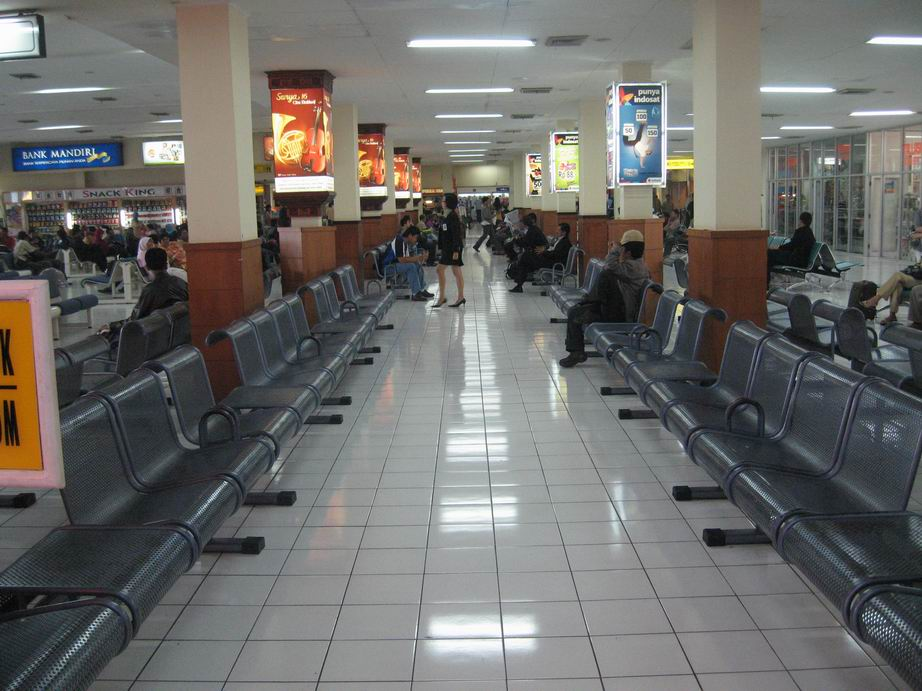
Warteraum des alten Fluggastgebäudes (2006)
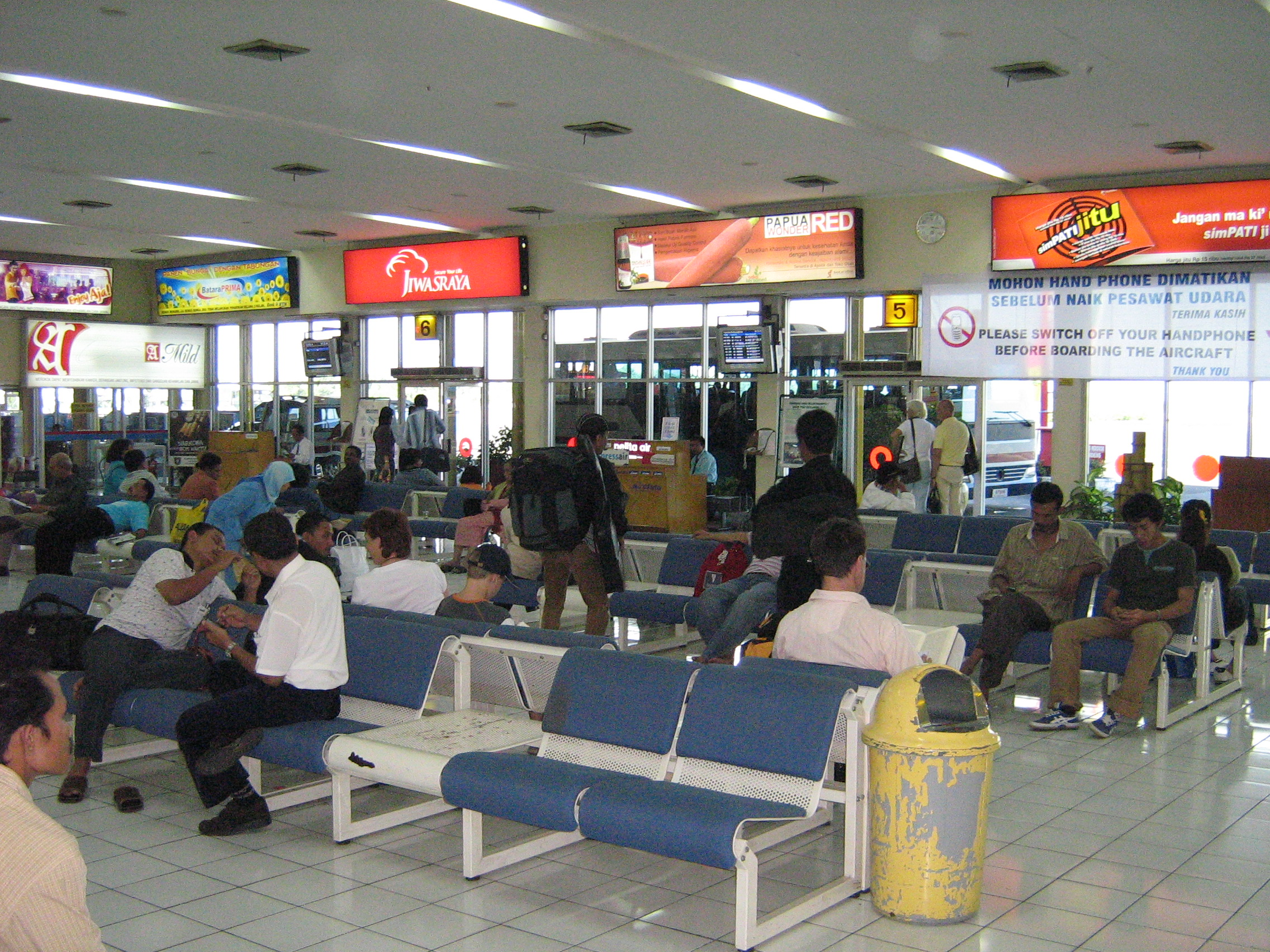
Wartelounge des alten Fluggastgebäudes (2006)
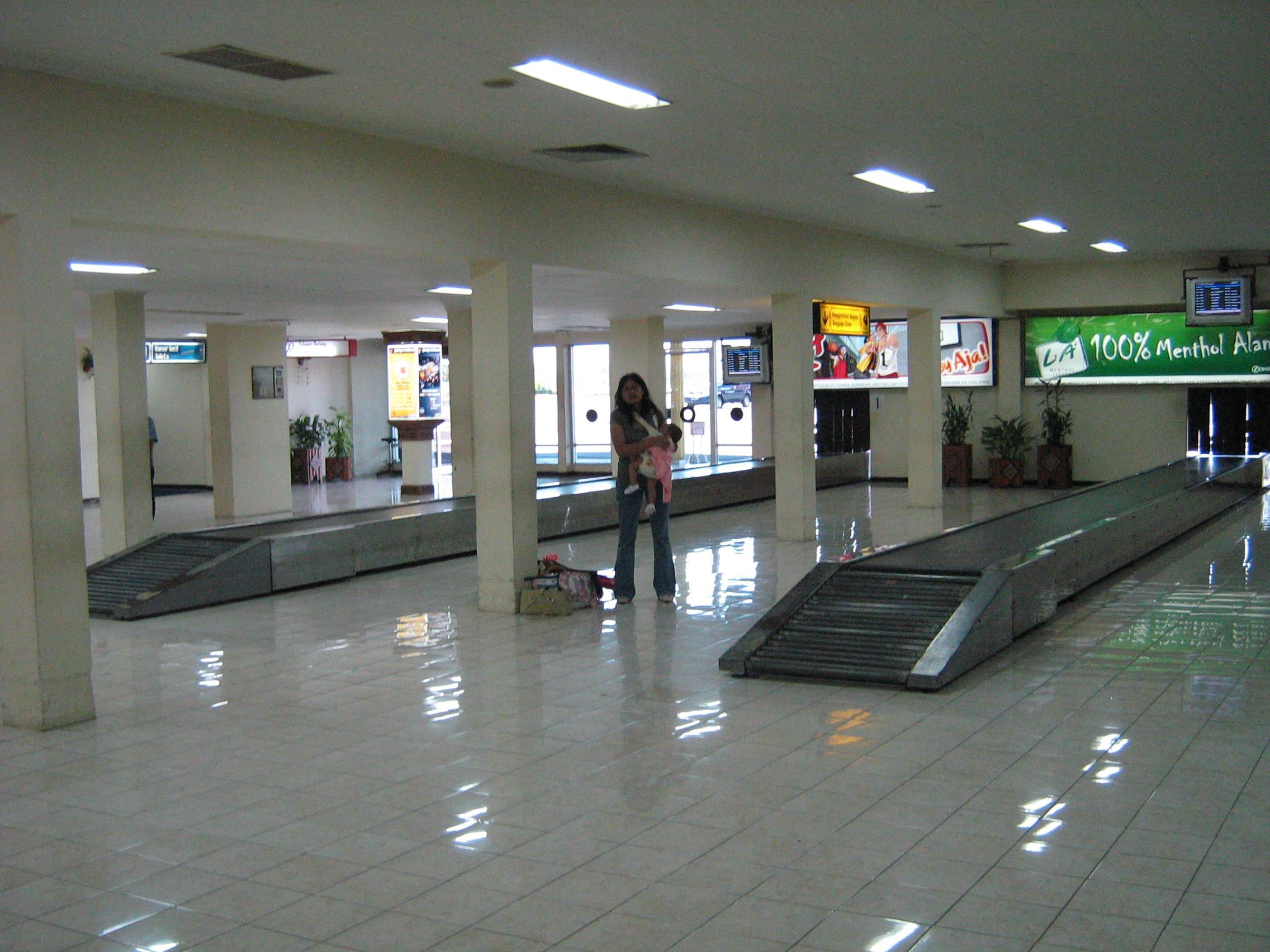
Gepäckausgabebänder in Ankunftshalle des alten Fluggastgebäudes (2006)
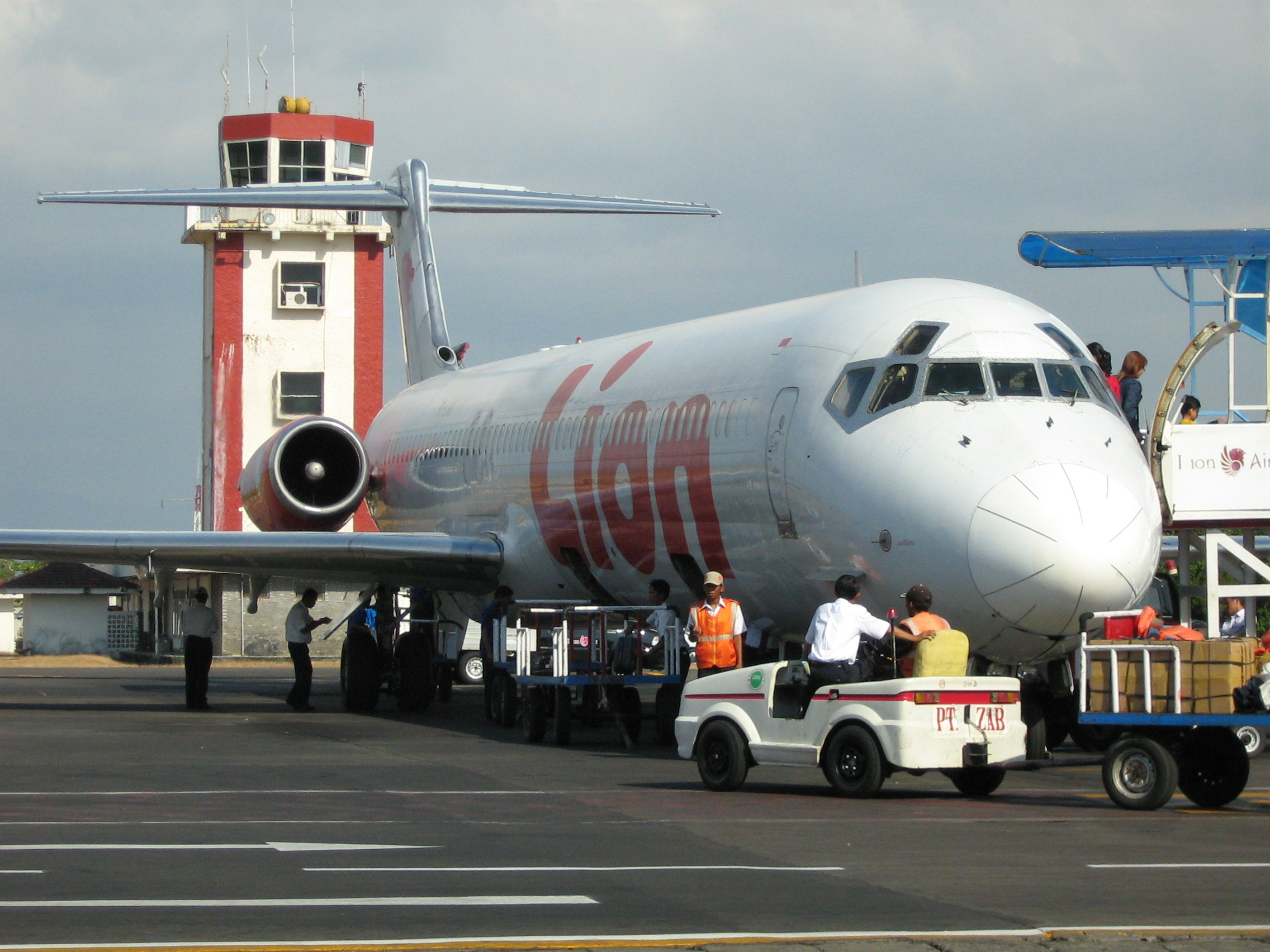
MD-82 der Lion Air vor dem alten Tower (2006)

#### Neue Flughafenanlage
Im Frühjahr 2008 nahmen die indonesischen Luftstreitkräfte einen neuen Hangar in Betrieb. In diesem können bis zu sechs der zur Auslieferung anstehenden Suchoi Su-27-Kampfflugzeuge Platz finden. Am 4. August des gleichen Jahres nahm das neue Abfertigungsgebäude den Betrieb auf. Zu den ersten abgefertigten Flugzeugen am neuen Terminal zählten zwei Flüge der Lion Air und der Garuda Indonesia nach Jakarta. Die Flugzeuge sollten zunächst die alte Start- und Landebahn verwenden, die über den neuen Rollweg und dessen Verlängerung mit dem neuen Fluggastgebäude verbunden wurde. Das neue Abfertigungsgebäude sollte ursprünglich Ende Juli 2007 eröffnet werden. Nach Verzögerungen speziell bei der Ausstattung des Terminals veranschlagte man die offizielle Eröffnung für den 17. August 2008, dem indonesischen Unabhängigkeitstag. Die Baukosten des kompletten Flughafenausbaus von Makassar betrugen rund 1,3 Billionen Rupiah. Der Ausbau wurde von einem indonesischen Konsortium mit ausschließlich indonesischen Arbeitskräften ausgeführt. Ein französisches Bauunternehmen veranschlagte für die Bauausführung den dreifachen Geldbetrag. Auf Antrag der Provinzregierung von Süd-Sulawesi erhielt der Flughafen seinen heutigen, kompletten Namen Bandar Udara International Sultan Hasanuddin oder abgekürzt Bandara International Sultan Hasanuddin.

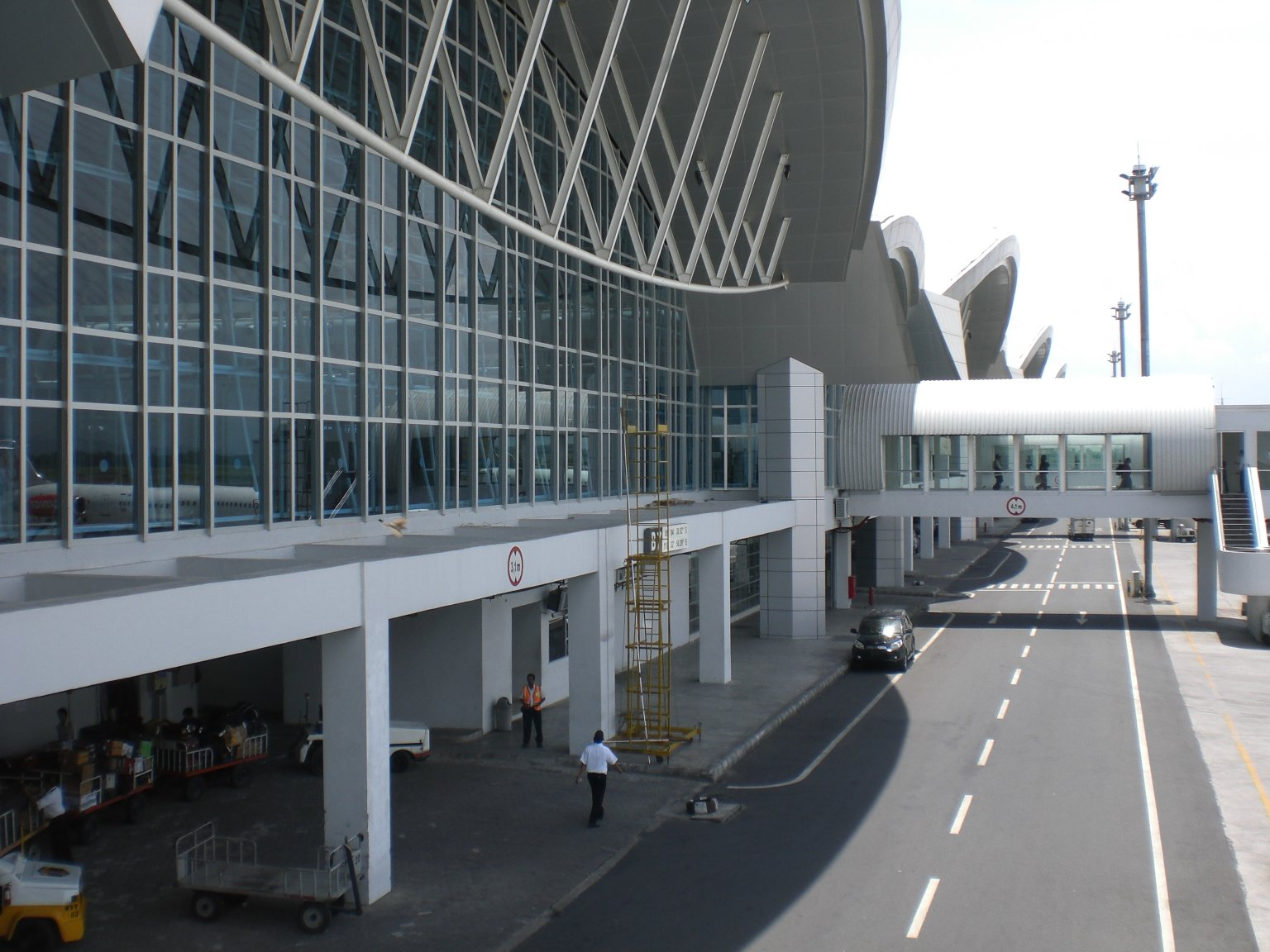
Das neue Fluggastgebäude (2009)
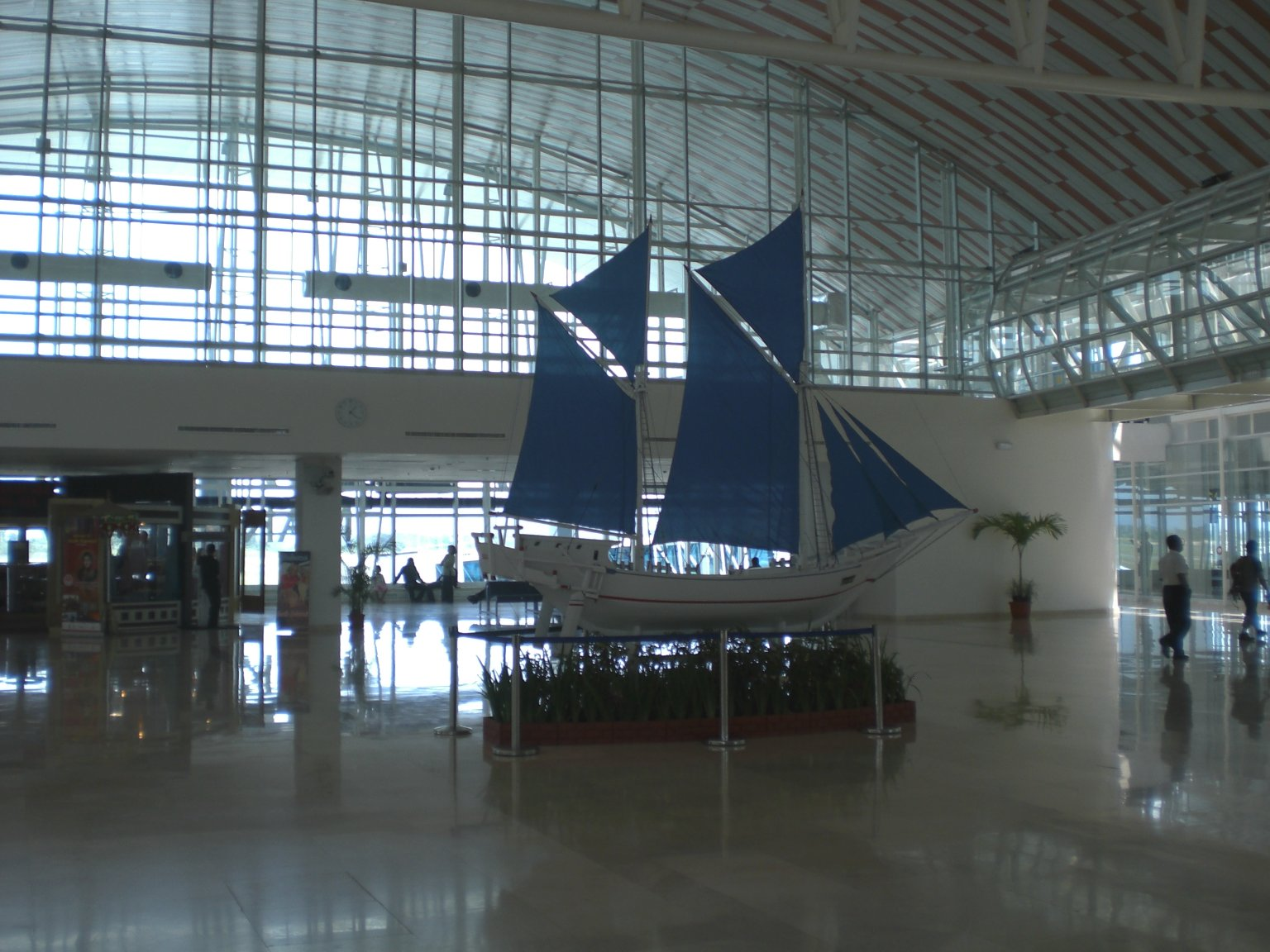
Ein Pinisi-Modell im Fluggastgebäude (2009)
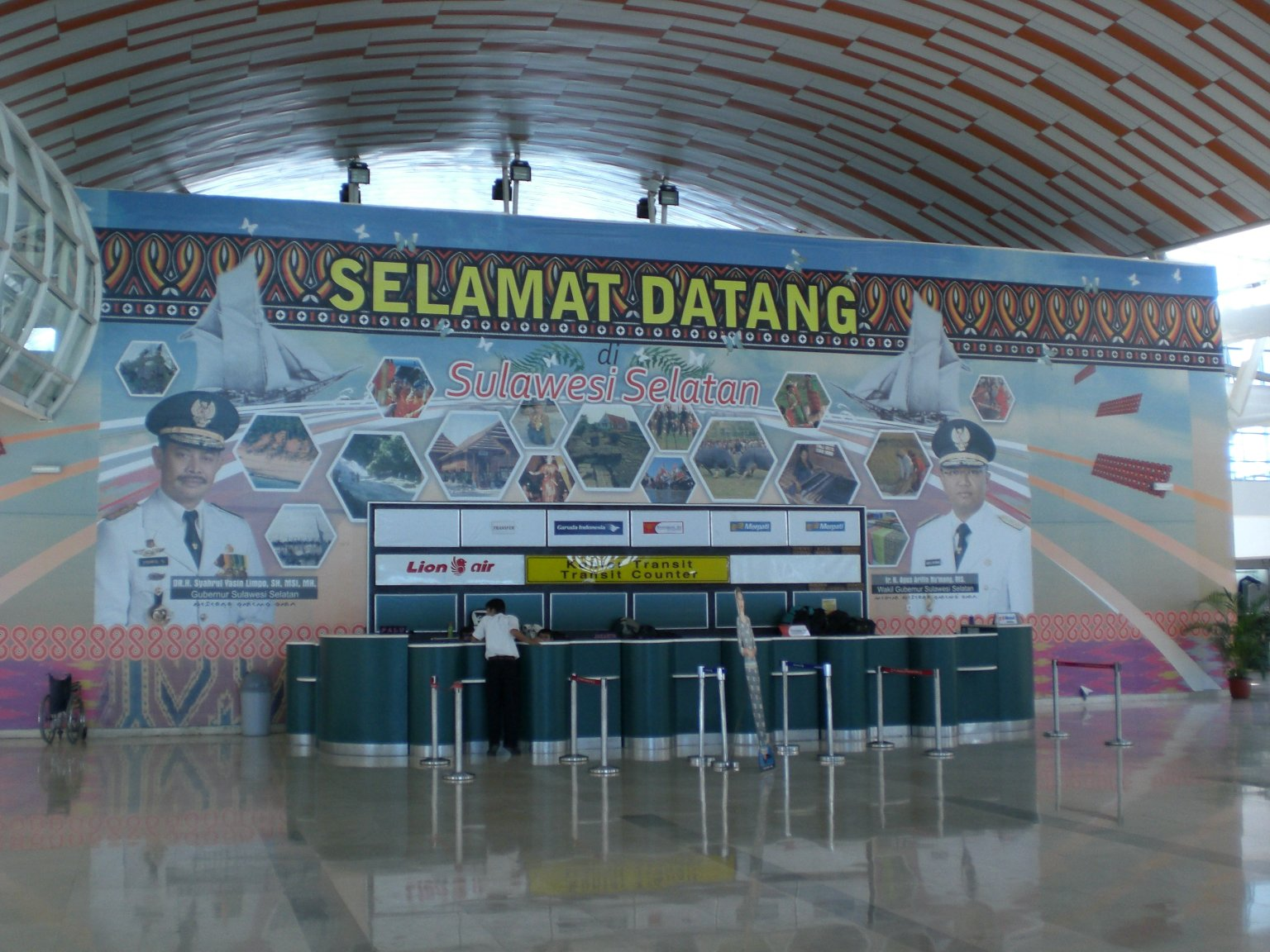
Transitschalter des Fluggastgebäudes (2009)
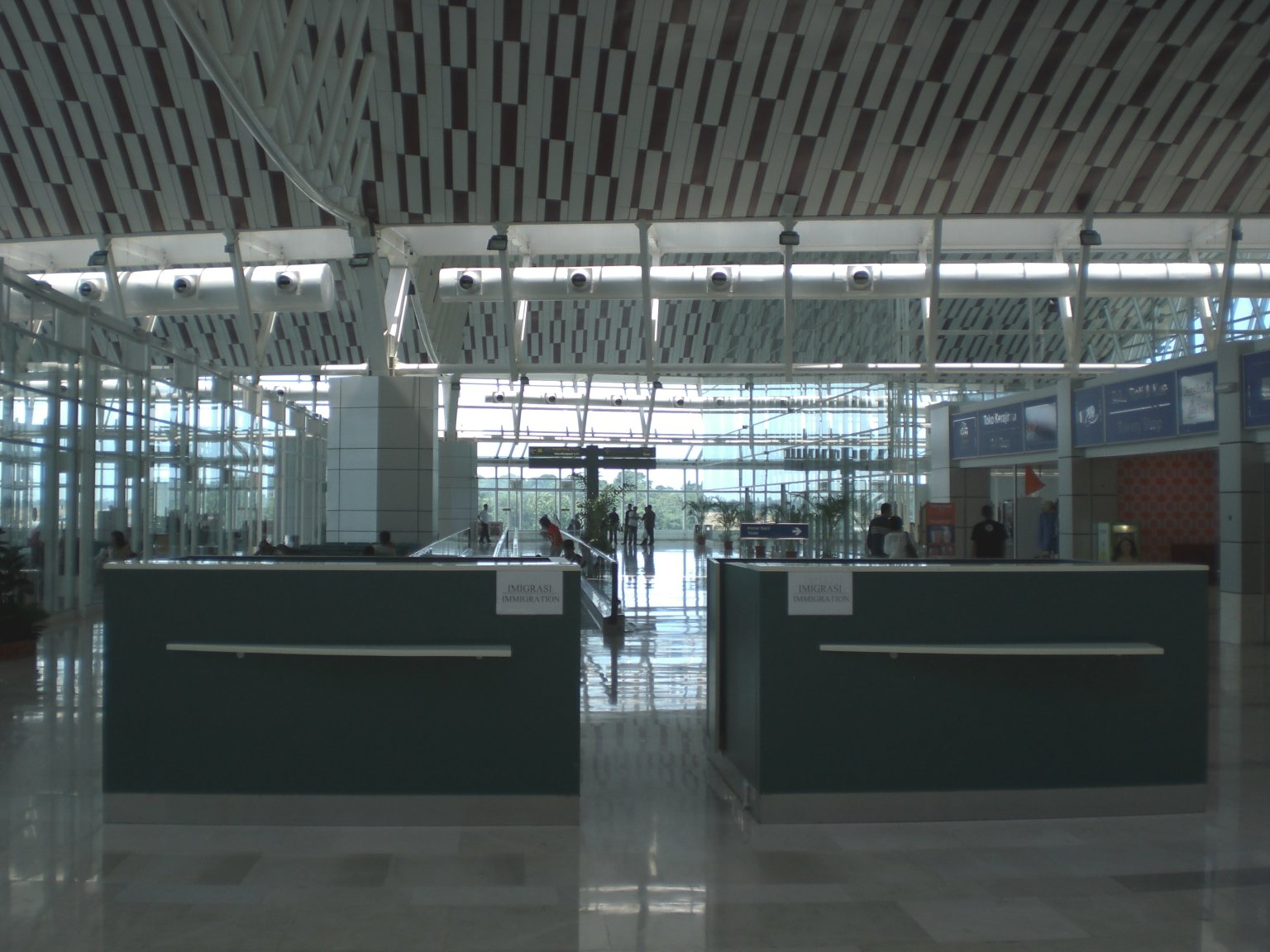
Immigrationsschalter des Fluggastgebäudes (2009)
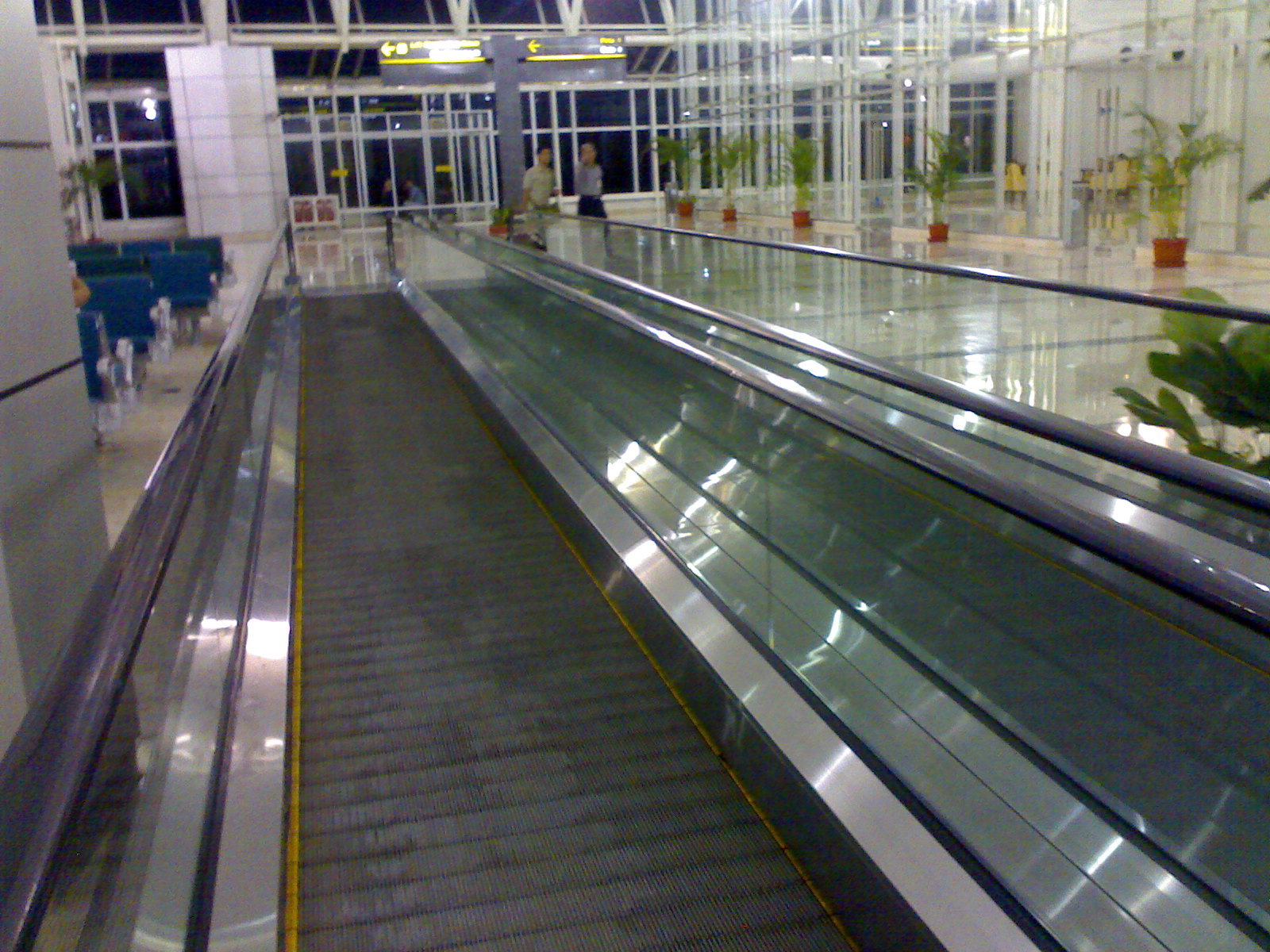
Fahrsteig im Abflugbereich (2009)
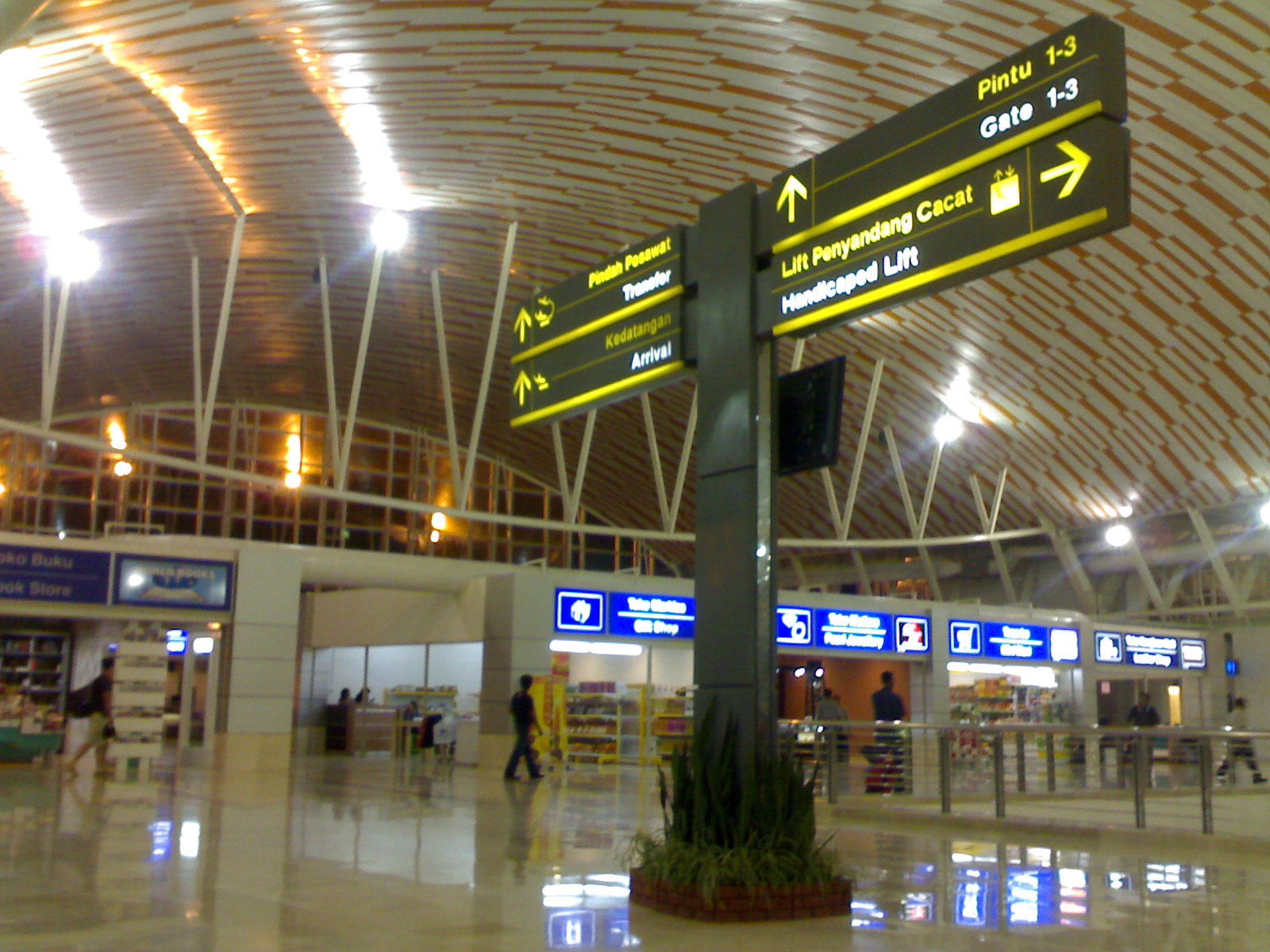
Wegweiser des Fluggastgebäudes (2009)
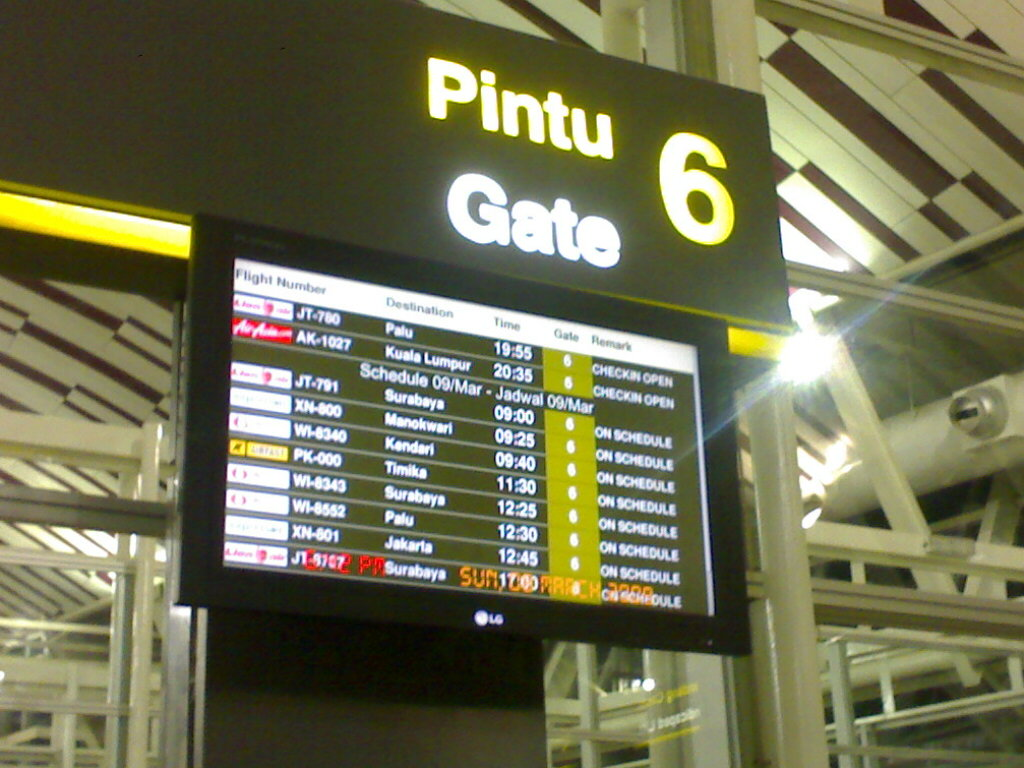
Bildschirm mit Fluginformationen (2009)

Anfang 2010 wurde die neue Start- und Landebahn (Startbahn 03/21) fertiggestellt. Damit ist Sultan Hasanuddin der zweite Flughafen Indonesiens mit zwei Pisten und der einzige mit gekreuzten Pisten, jedoch wird die kürzere alte Piste außer zu militärischen Zwecken nur noch selten genutzt. Mitte 2011 beantragte die Provinzregierung von Süd-Sulawesi die Start- und Landeerlaubnis von Boeing B-747 auf den Flughafen. Im Jahr 2011 betrug die Passagieranzahl 7.455.408; somit ist die gestellte Kapazität des neuen Fluggastgebäudes schon fünf Jahre nach seiner Fertigstellung überschritten worden.

## Flughafenanlage

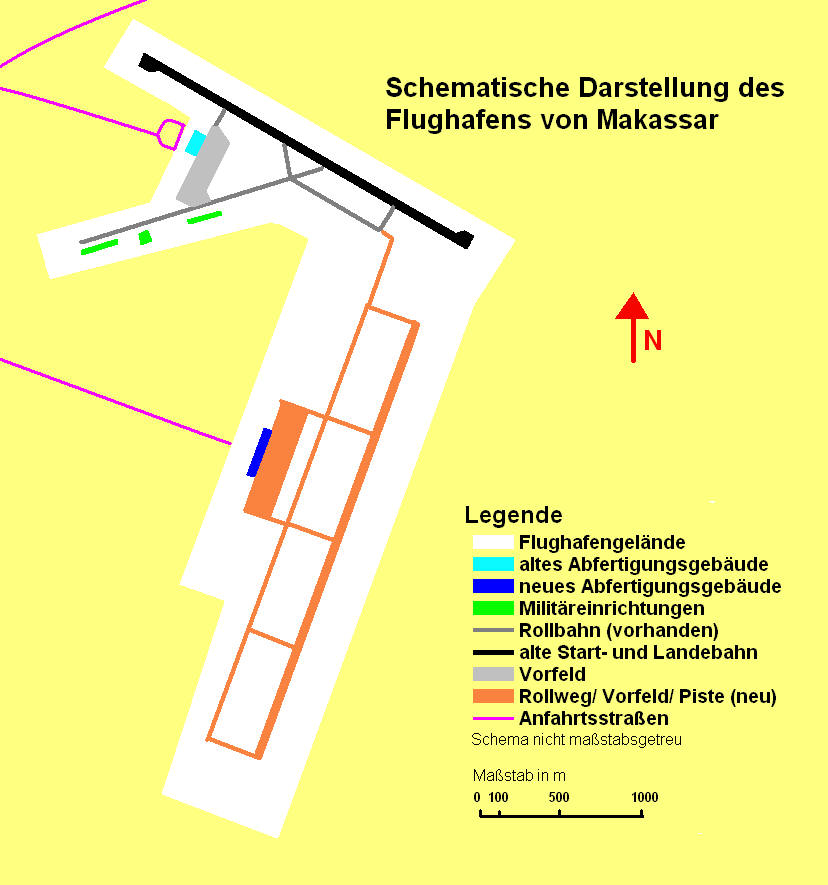
Übersichtskarte des alten und neuen Flughafengeländes

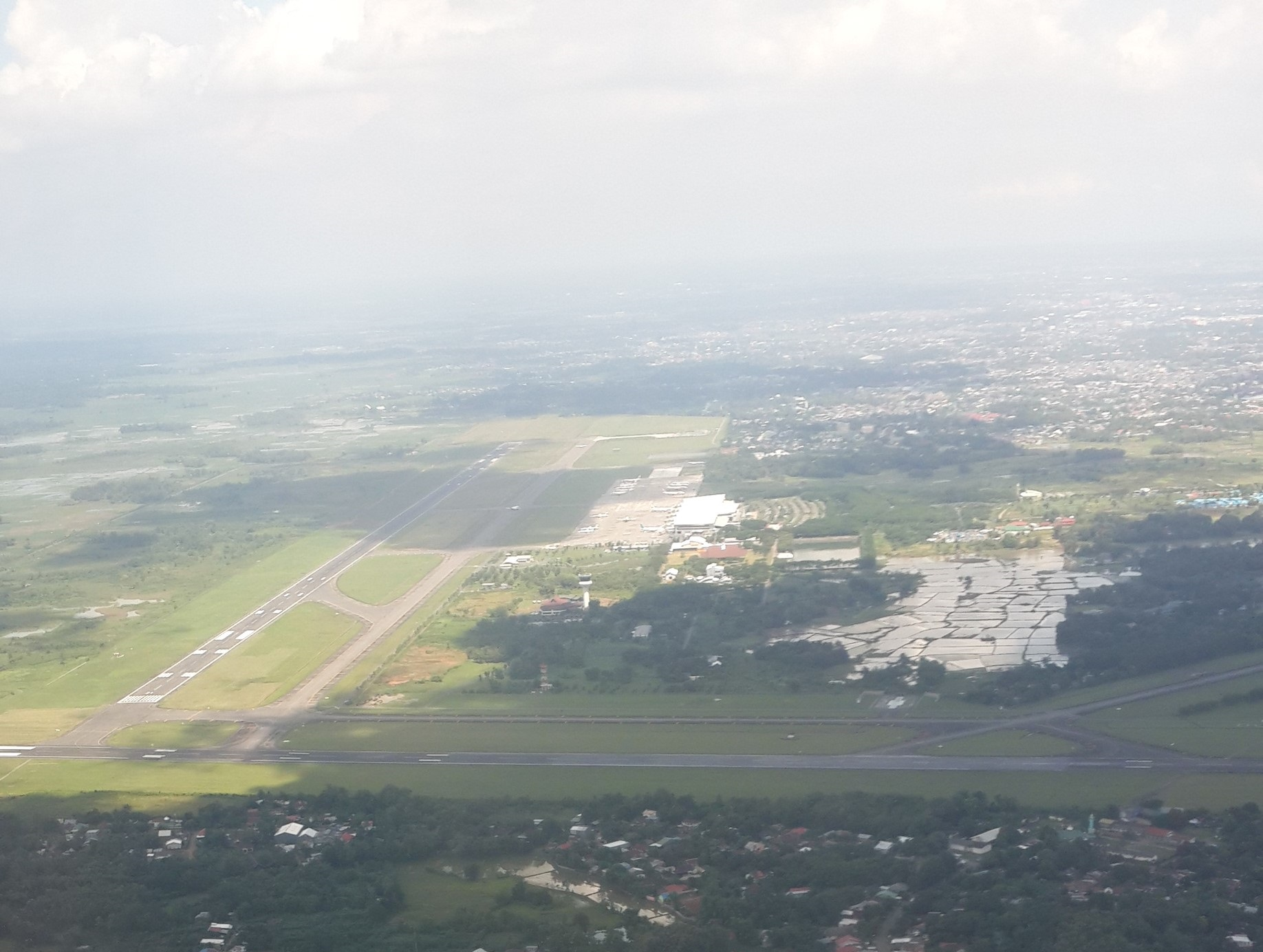
Luftbild des alten (querliegende Piste) und neuen Flughafengeländes

Das 818 Hektar große Flughafenareal umfasst das alte und das neue Flughafengelände. An der Nordseite liegen das alte Fluggastgebäude (Terminal) und die alte Start- und Landebahn. Etwa 1,7 Kilometer südlich des alten Fluggastgebäudes, in Kreuzrichtung der alten Hauptpiste, an das alte Flughafengelände angrenzend, befindet sich das neue Flughafengelände samt Kontrollturm der indonesischen Flugsicherung.

### Die alte Flughafenanlage

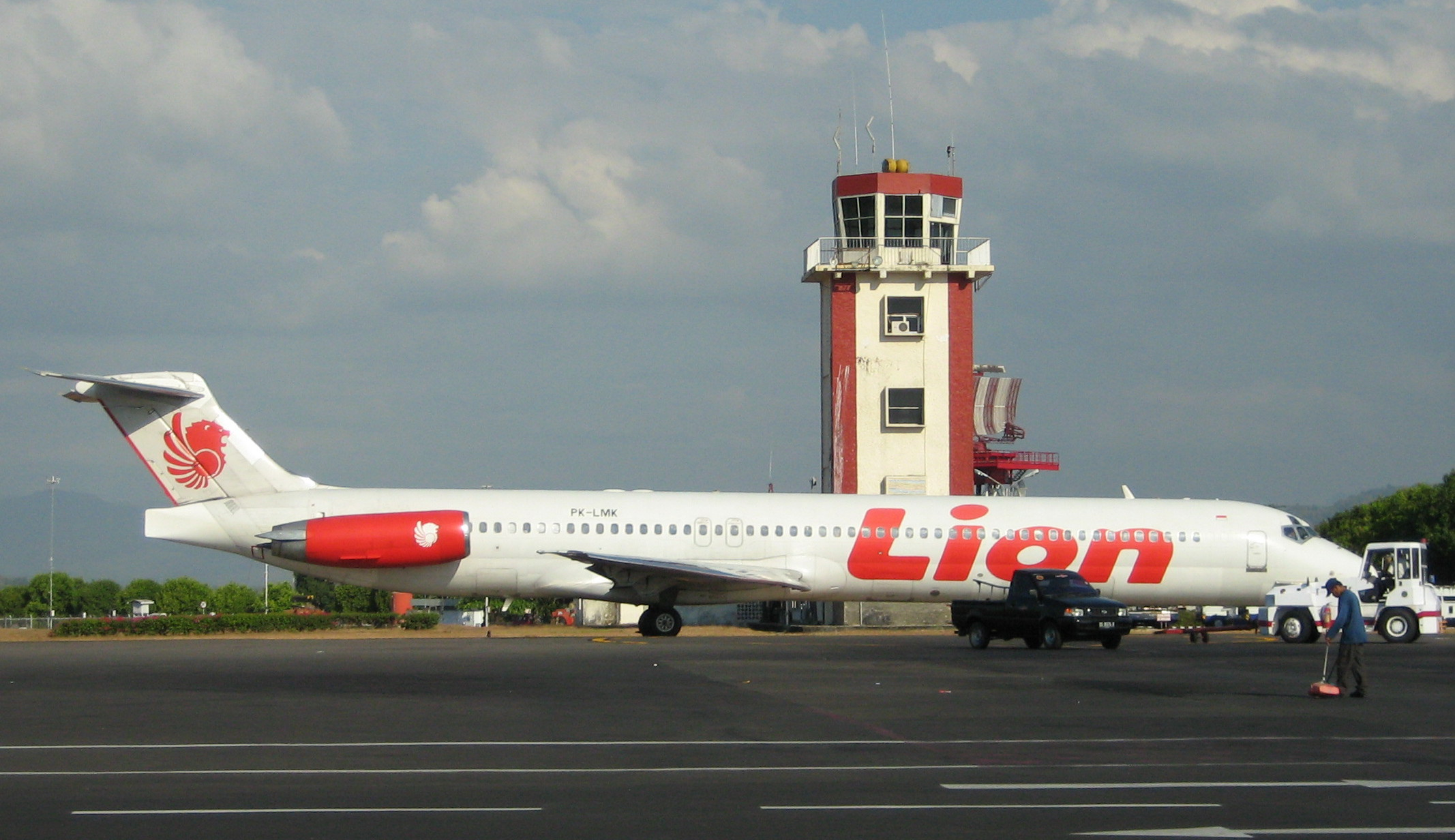
Ein MD-82 der Lion Air auf dem Vorfeld des alten Fluggastgebäudes

#### Start- und Landebahnen
Die 2500 m lange und 45 m breite alte Hauptpiste bzw. die zweite gebaute Piste (Startbahn 13-31) verläuft in Ost-West-Richtung. Die nicht mehr in Betrieb befindliche, erste gebaute Piste (Startbahn 08-26) wird als Rollbahn (Taxiway) sowie als Abstellfläche genutzt. Sie kreuzt die Hauptpiste in deren Mitte und verläuft in Nordost-Südwest-Richtung. Alle vier wichtigen Rollbahnen sind buchstabiert; zur besseren Verständigung wird der Buchstabe zu einem Namen verlängert: Taxiways Alpha (158 × 23 m), Bravo (217 × 26 m), Charly (800 × 23 m) und Parallel (968 × 23 m).

#### Fluggastgebäude
Das alte Hauptabfertigungsgebäude befindet sich östlich des alten Hauptvorfeldes. Die Zufahrtsstraße zum alten Terminal zweigt von einer Landstraße zwischen Makassar und Maros ab. Neben dem alten Hauptabfertigungsgebäude befinden sich ein saisonal betriebenes Fluggastgebäude für Hadsch-Flüge nach Jeddah in Saudi-Arabien und das einzige Frachtabfertigungsgebäude, welches eine Lagerfläche von 4000 m² bietet. Das Vorfeld des alten Fluggastgebäudes erstreckt sich zwischen den beiden alten Pisten, senkrecht zur alten Hauptpiste. Es ist 69.147 m² groß und bietet in zwei verschiedenen Auslastungsvarianten jeweils Platz für 16 Flugzeuge. Drei Flugzeugparkpositionen sind für Großraumflugzeuge bis zur Größe einer Boeing MD-11 ausgelegt. In der dreieckigen Fläche zwischen den beiden alten Pisten und dem alten Hauptvorfeld befinden sich unter anderem der alte rot-weiße Kontrollturm, die Kerosinlager und die einzige Wache der Flughafenfeuerwehr. Es gibt verschiedene Pläne für diese alten Anlage, u. a. als Frachtabfertigungsgebäude und Wartungshalle.

#### Nutzung
Heutzutage nutzen die indonesischen Luftstreitkräfte das alte Flughafengelände als Fliegerhorst für eine so genannte Squadron 11 mit mehreren Kampfflugzeugen des Typs A-4 Skyhawk, Suchoi Su-27 und Suchoi Su-30. Die Einrichtungen des Militärs sind rechts und links der Rollbahn bzw. der ersten Piste (Startbahn 08-26) angesiedelt. Dazu gehören die beiden Flugzeugunterstände und auch zwei der drei Hangars.

### Die neue Flughafenanlage

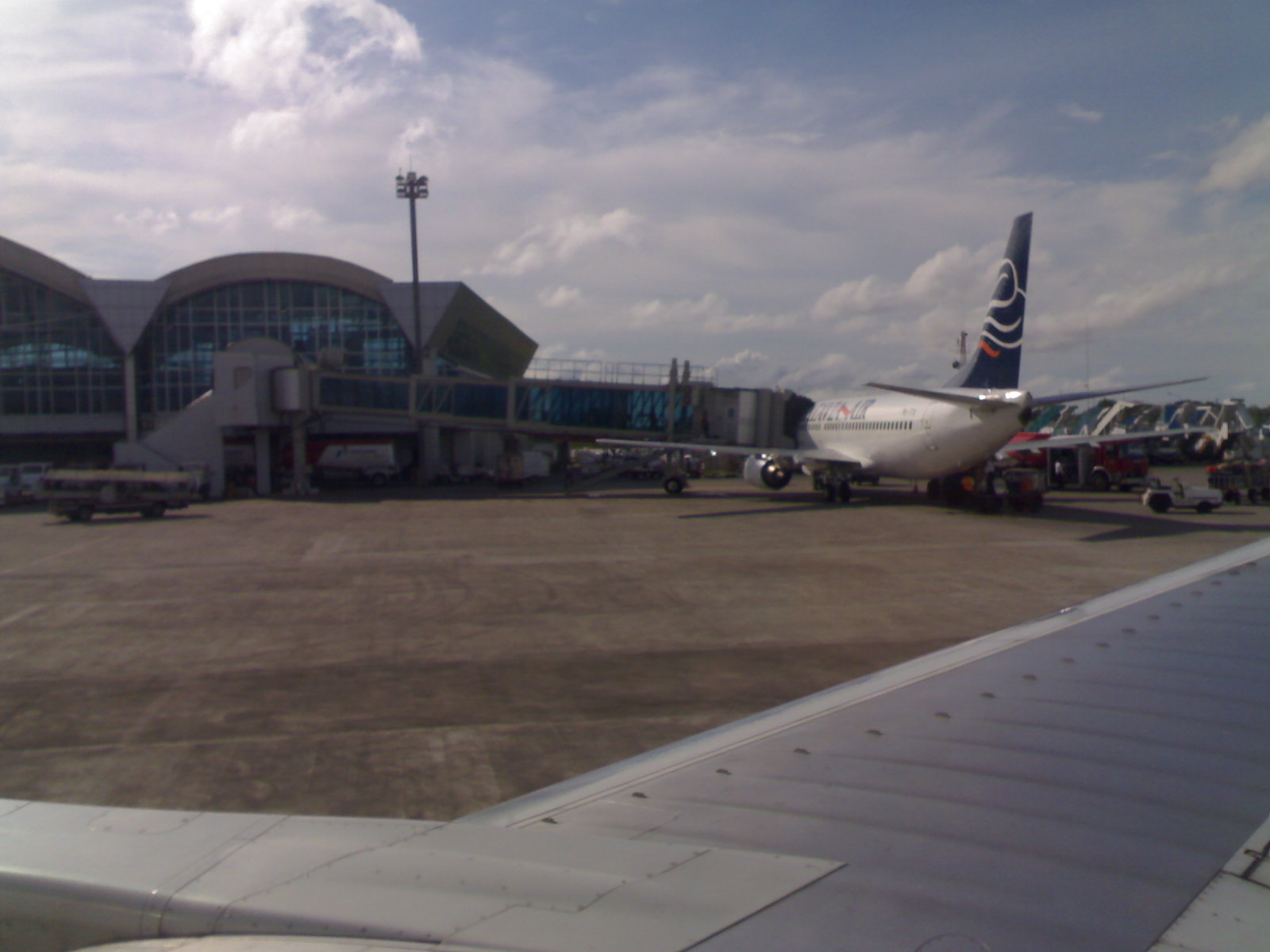
Ein B737 auf dem Vorfeld des neuen Fluggastgebäudes

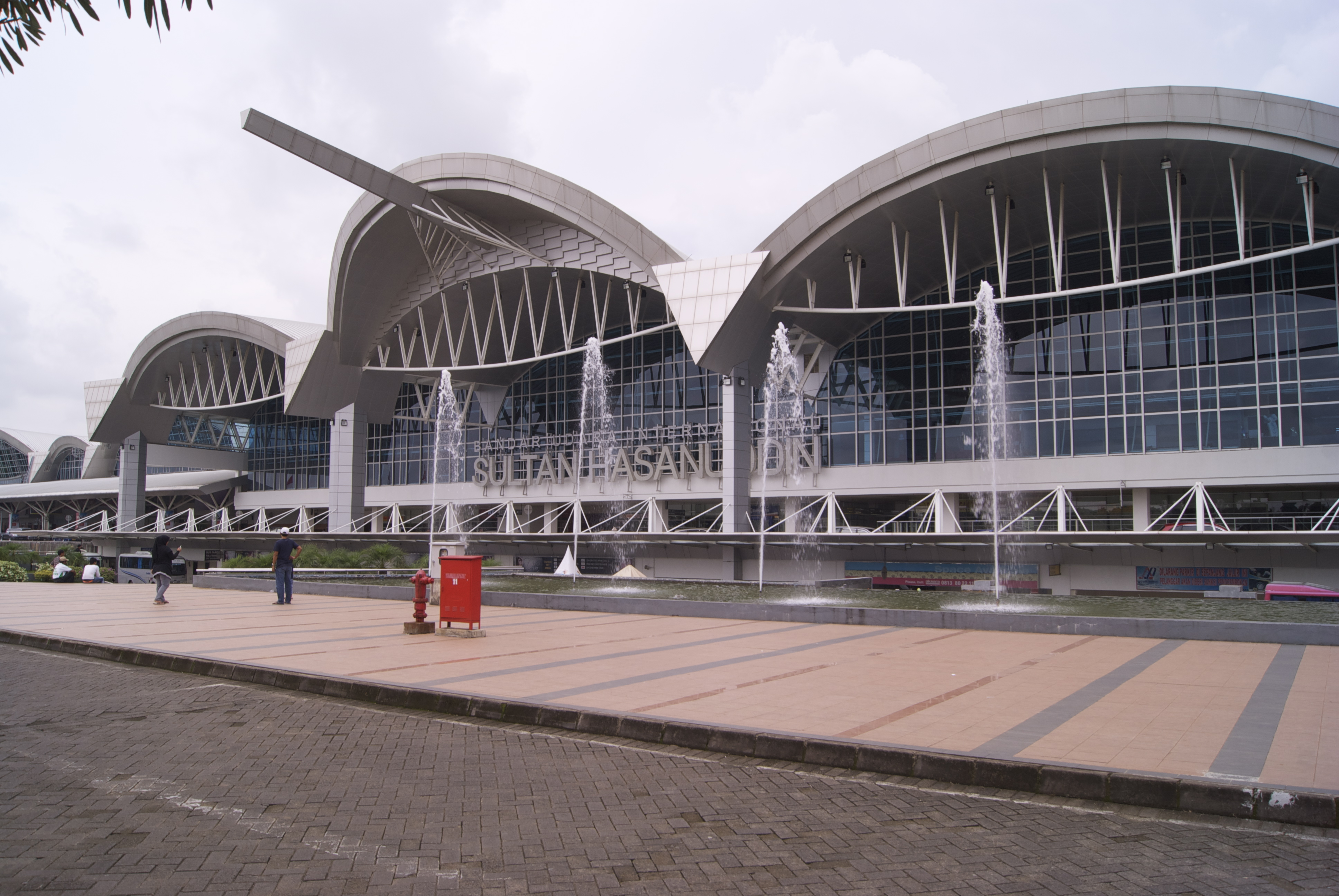
Das Fluggastgebäude mit der Torajaähnlichen Dachzuspitzung

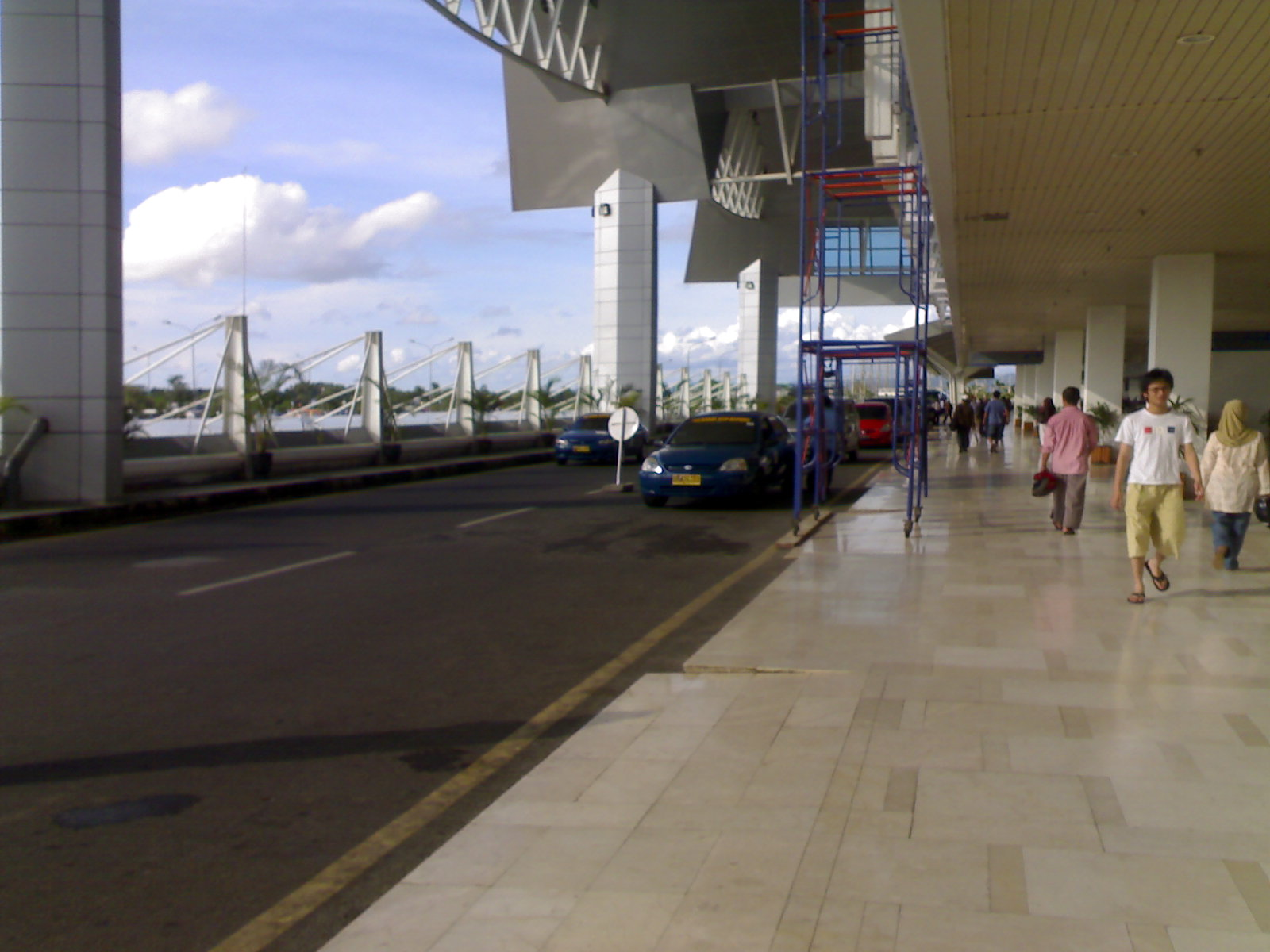
Ankunftsbereich des Fluggastgebäudes

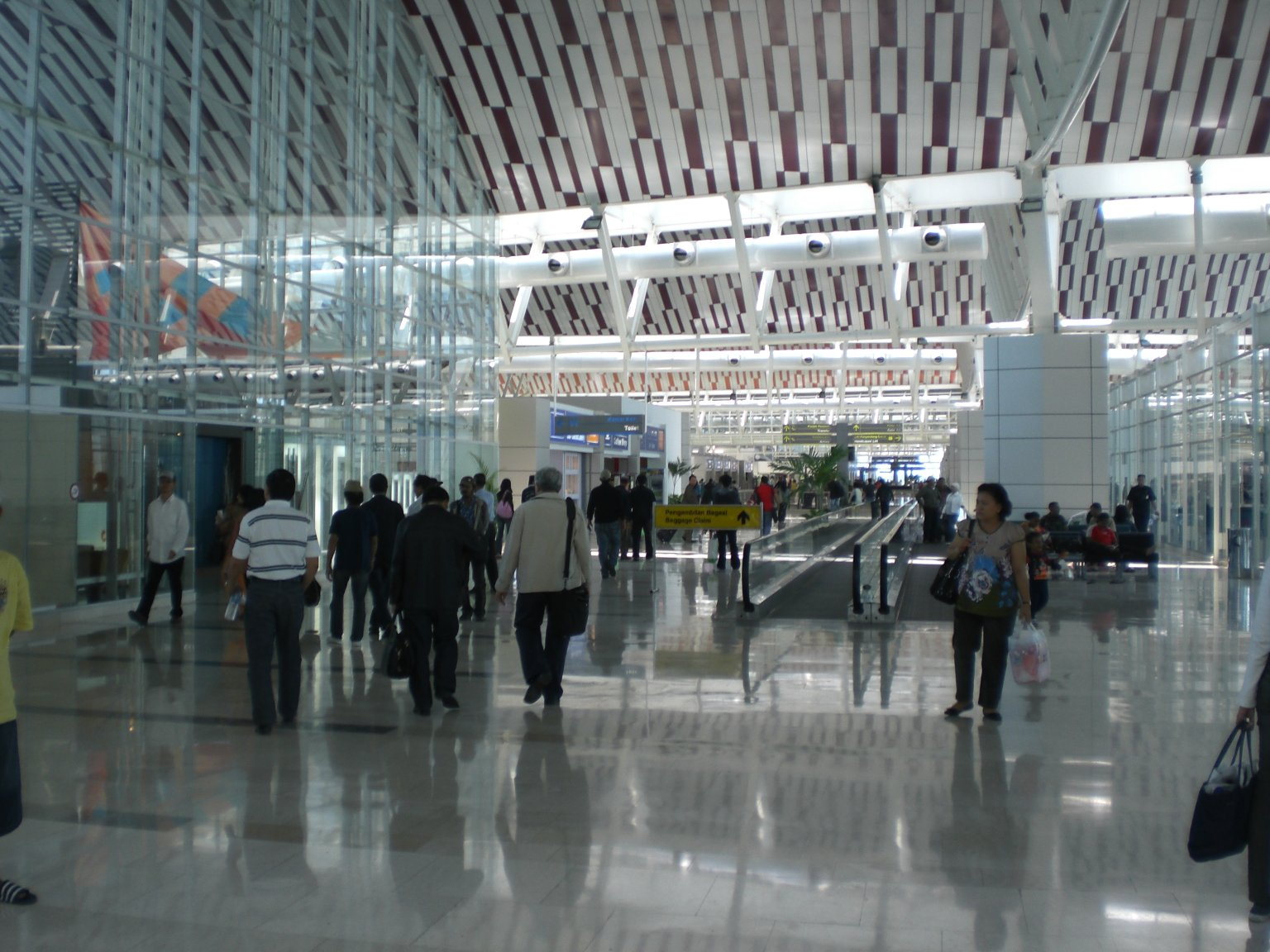
Abflugbereich des Fluggastgebäudes

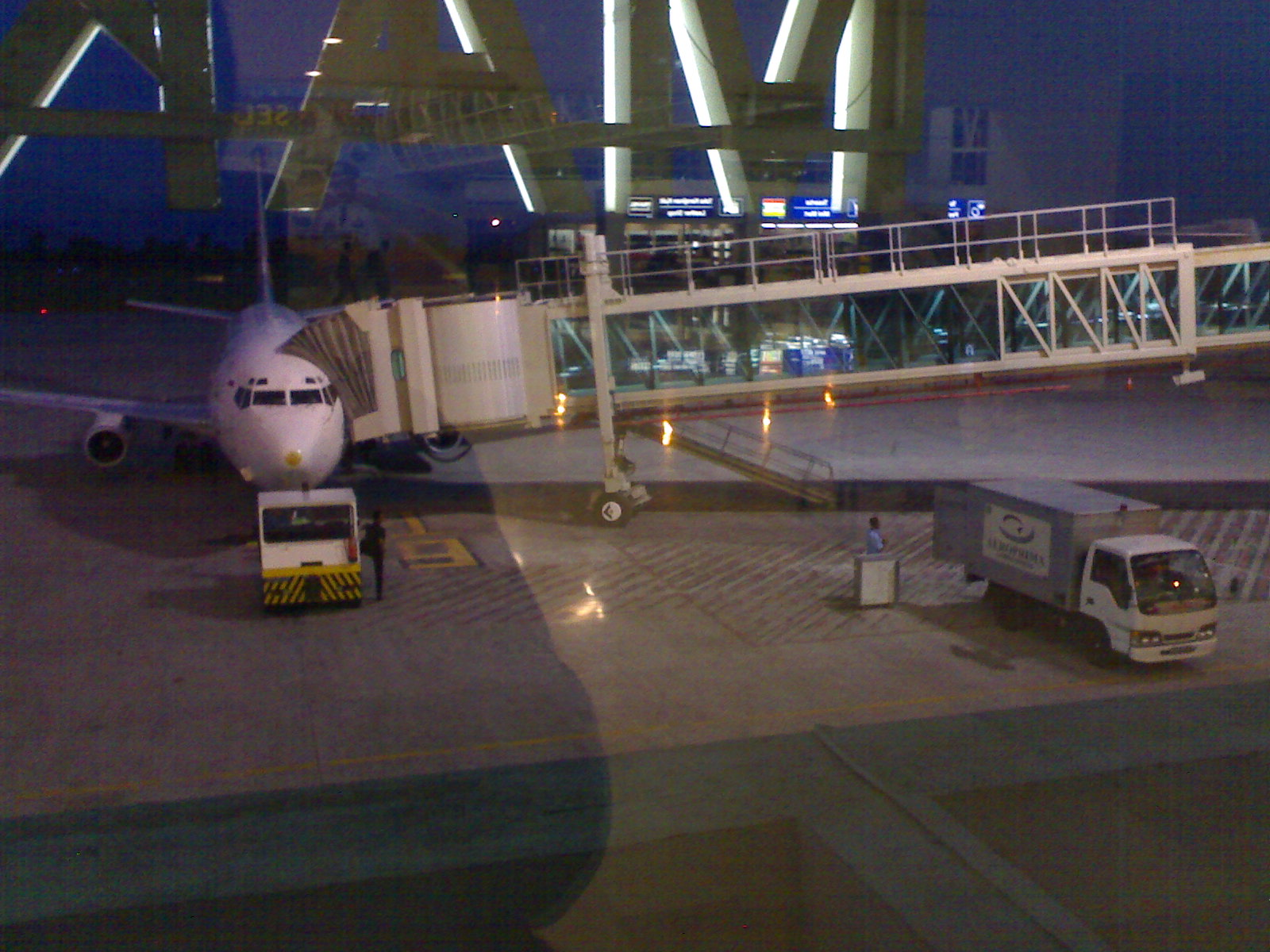
Gläserne Fluggastbrücke

#### Start- und Landebahnen
Die neue, sich senkrecht zur alten Hauptpiste erstreckende Start- und Landebahn wurde Anfang 2010, etwa anderthalb Jahre nach dem neuen Fluggastgebäude, fertiggestellt. Mit Inbetriebnahme der 3100 Meter langen und 45 Meter breiten, neuen Piste (Startbahn 03/21) können landende Flugzeuge zwei Schnellabrollwege benutzen, um die Piste zu verlassen. Zu den vier alten Rollbahnen kommen acht neue hinzu, mit ähnlichen Bezeichnungen: Taxiways Delta (385 × 23 m), Echo (335 × 23 m), Foxtrot (335 × 23 m), Hotel (127,5 × 23 m), India (204 × 23 m), Juliet (1990 × 45 m), South Parallel (945 × 23 m) und West Parallel (3100 × 23 m).

#### Fluggastgebäude
Das neue Fluggastgebäude mit einer Kapazität von 7 Millionen Passagieren pro Jahr besteht aus einem länglichen, zweistöckigen Gebäudeschlauch. Die Gebäudekonstruktion besteht aus mehreren Einheiten, sodass sie später durch Anfügen weiterer Einheiten ausgebaut werden kann. Die Dachkonstruktion besteht aus mehreren Tonnendächern (Bogendach), welche sich abwechselnd zum Vorfeld hin oder zur Anfahrtsstraße hin verjüngen und damit den trapezförmigen Grundriss annehmen. Die Gebäudearchitektur ist post-modern mit der sich stark an rundlichen bzw. welligen Formen orientierenden Dachkonstruktion, die die maritime Lebensphilosophie der Haupteinwohner Buginesen und Makassaren symbolisiert. Bei der mittleren Gebäudeeinheit hat der Dach eine Zuspitzung (Kragbalken), die an die Dachbauweise der Toraja erinnern soll. Weiterhin zeigt die Deckenbemalung ein typisches Ornament der Mandaresen. Das 51.000 m² große Fluggastgebäude ist zunächst mit sechs gläsernen Fluggastbrücken ausgestattet. Zwei der sechs gebäudenahen Flugzeugparkpositionen sind für Flugzeuge bis zur Größe einer B747 ausgelegt. Um die Baukosten niedrig zu halten, entschied man sich, sowohl die Einrichtungen der Gepäckaufgabe für abfliegende Passagiere als auch die Gepäckausgabe-Halle für ankommende Fluggäste in der gleichen Ebene, dem Erdgeschoss, unterzubringen. Nur die Wartebereiche und deren Gastronomie- und Einzelhandelseinrichtungen befinden sich auf einer zweiten Gebäudeebene darüber. Der Check-in-Bereich befindet sich im nördlichen Gebäudeteil und ist mit drei Check-in-Inseln (mehrere Check-in-Schalter) ausgestattet. Auf vier Gepäckausgabebändern im südlichen Gebäudeteil können ankommende Passagiere ihr Gepäck entgegennehmen. Die Halle lässt sich mit einer Trennwand unterteilen, um einen abgetrennten, internationalen Ankunftsbereich zu schaffen, falls Auslandsflüge zunehmen sollten.

#### Ausbauplanung
Da eine B747-400 nicht mit ihrer maximalen Ladekapazität auf der neue Piste starten und landen kann, wurde sie ab 2012 um 400 Meter auf eine Länge von 3500 Metern erweitert. Eine Verdoppelung der Kapazität des Fluggastgebäudes findet derzeit statt, um der erwarteten Zunahme der jährlichen Passagieranzahl bis auf etwa 13 Millionen innerhalb der nächsten fünf Jahre gerecht zu werden. Zudem plant die Fluggesellschaft Garuda im Zuge der Entwicklung der Flugbewegungen (200 Flüge am Tag) den Bau von Wartungshallen für Flugzeuge mit geschätzten Baukosten von 2 bis 4 Millionen US-Dollar.
Seit Februar 2019 ist das Fluggastgebäude von 51.000 m² auf die dreifache Größe von etwa 150.000 m² erweitert worden. Es soll eine Kapazität von 15,5 Millionen Fluggästen pro Jahr bei der Fertigstellung im April 2021 haben.

#### Hotelanlage
Seit Anfang 2014 gibt es eine Hotelanlage mit 121 Zimmern direkt am Flughafen für die Transitfluggäste, welche gemeinsam von der Betreibergesellschaft und dem Hotelanbieter Accor unter dem Namen „Hotel Ibis Budget“ vermarktet wird.

### Flugsicherung
Zu dem neuen Flughafengelände gehört der neue Kontrollturm, der gleichzeitig der indonesischen Flugsicherung oder Area Control Center (ACC) dient. Der Dienst heißt „Makassar Air Traffic Service Center“ (MATSC), bis 2008 hieß er noch Makassar Advanced Air Traffic Services (MAATS), und kontrolliert etwa 2/3 des oberen Luftraums im mittleren und östlichen Teil Indonesiens.  MATSC ist eine Verschmelzung der vorherigen ACCs von dem Fluginformationsgebiet (FIR) Makassars und Balis. Er verfügt über zwei Datenverarbeitungssysteme für Flüge („Flight Data Processing System“ oder FDPS) sowie für Radar („Radar Data Processing System“ oder RDPS) und kann damit 1200 Flüge pro Tag bedienen, welche aus 35 internationalen und 80 Inlandsflugrouten bestehen. Das restliche 1/3 des oberen, westlichen Luftraumbereichs wird von Jakarta Automated Air Traffic Service (JAATS) überwacht. Die am 16. Januar 2013 gegründete Gesellschaft für Flugsicherung Indonesiens („Air Navigation Indonesia“ oder AirNav Indonesia) übernimmt den Betrieb der beiden Flugsicherungsanlagen zwecks Harmonisierung unter dem Motto „ein Himmel, ein Versorger“ (englisch One Sky One Provider).

## Name und Abkürzung
Der Flughafen bekommt mit der Fertigstellung des neuen Fluggastgebäudes den vollständigen Namen „Sultan Hasanuddin“. Der Sultan war der bekannte Herrscher der Stadt Makassar im 17. Jahrhundert. Der Flughafen wird häufig in anderen Flughäfen als Ujung Pandang statt Makassar auf den Bildschirmen angezeigt, da die Stadt Makassar von 1971 bis 1999 Ujung Pandang hieß. Auch der IATA-Code des Flughafens lautet noch immer UPG. Eine Umbenennung nach Makassar ist aber schwierig, weil mögliche Abkürzungen vergeben sind, wie beispielsweise MAK für Malakal in Sudan, MAR für Maracaibo in Venezuela, MAS für Manus in Papua-Neuguinea, MKA für Marianske Lazne in Tschechien, MKR für Meekatharra in Australien, MKS für Mekane Salem in Äthiopien.

## Betreiber
Betreiber des Flughafens ist das staatliche Unternehmen PT. Angkasa Pura I, das zum indonesischen Verkehrsministerium gehört. Das Unternehmen verwaltet neben diesem größten Flughafen noch mehrere andere Flughäfen mit der jährlichen Gesamtkapazität von 30.700.440 Passagieren, darunter sind: Flughafen Denpasar, Flughafen Surabaya, Flughafen SAMS, Flughafen Manado, Flughafen Surakarta, Flughafen Papua, Flughafen Lombok, Flughafen Maluku, Flughafen Semarang, Flughafen Yogyakarta, Flughafen Banjarmasin und Flughafen Kupang.

## Zwischenfälle
- Am 9. Februar 1977 setzte eine Hawker Siddeley HS 748-235 2A der Bouraq Indonesia Airlines (Luftfahrzeugkennzeichen PK-IHK) auf dem Flughafen Makassar erst nach 3200 Fuß (985 Meter) hinter der Landebahnschwelle extrem hart auf und sprang wieder hoch. Beim erneuten Aufschlag brach das Bugfahrwerk zusammen. Alle 51 Insassen, fünf Besatzungsmitglieder und 46 Passagiere, überlebten den Unfall. Das Flugzeug wurde irreparabel beschädigt.[27]

- Am 24. Dezember 2006 schoss eine Boeing 737-400 der Lion Air (PK-LIJ) über das Ende der Runway hinaus. Die Passagiere kamen mit dem Schrecken davon. Die Maschine bediente die Route Jakarta-Makassar-Gorontalo.[28][29]

## Verkehrszahlen
Seit Anfang des dritten Jahrtausends haben sich die jährlichen Passagierzahlen mehr als verachtfacht, wobei der Frachtsektor in Makassar schon lange vorher eine, wirtschaftlich gesehen, untergeordnete Rolle gespielt hatte. Ein Grund für die langsame Entwicklung des Frachtsektors ist die relativ hohe Konzessionsgebühr durch den Betreiber, die derzeit 25 Rupiah pro kg für die Warenausfuhr und 15 Rupiah pro kg für die Wareneinfuhr beträgt.
| Betriebsjahr | Fluggastaufkommen | Luftfracht [Kg] | Flugbewegungen |
| ------------ | ----------------- | --------------- | -------------- |
| 2000         | 1.059.213         | 28.218.000      | 20.445         |
| 2001         | 1.022.993         | 31.283.504      | 22.464         |
| 2002         | 1.692.032         | 23.886.003      | 31.315         |
| 2003         | 1.690.635         | 26.213.963      | 39.419         |
| 2004         | 1.976.223         | 27.700.099      | 48.736         |
| 2005         | 3.597.238         | 32.353.245      | 42.940         |
| 2006         | 4.044.510         | 31.237.854      | 45.206         |
| 2007         | 4.465.775         | 31.605.217      | 48.906         |
| 2008         | 4.706.189         | 32.408.389      | 49.584         |
| 2009         | 5.161.289         | 32.420.401      | 52.299         |
| 2010         | 6.547.566         | 40.140.999      | 64.940         |
| 2011         | 7.455.408         | 43.338.508      | 73.077         |
| 2012         | 8.323.193         | 48.273.638      | 79.739         |
| 2013         | 9.431.004         | 53.517.658      | 94.693         |
| 2018         | 13.537.770        | 93.817.541      | 135.050        |

## Fluggesellschaften und Ziele

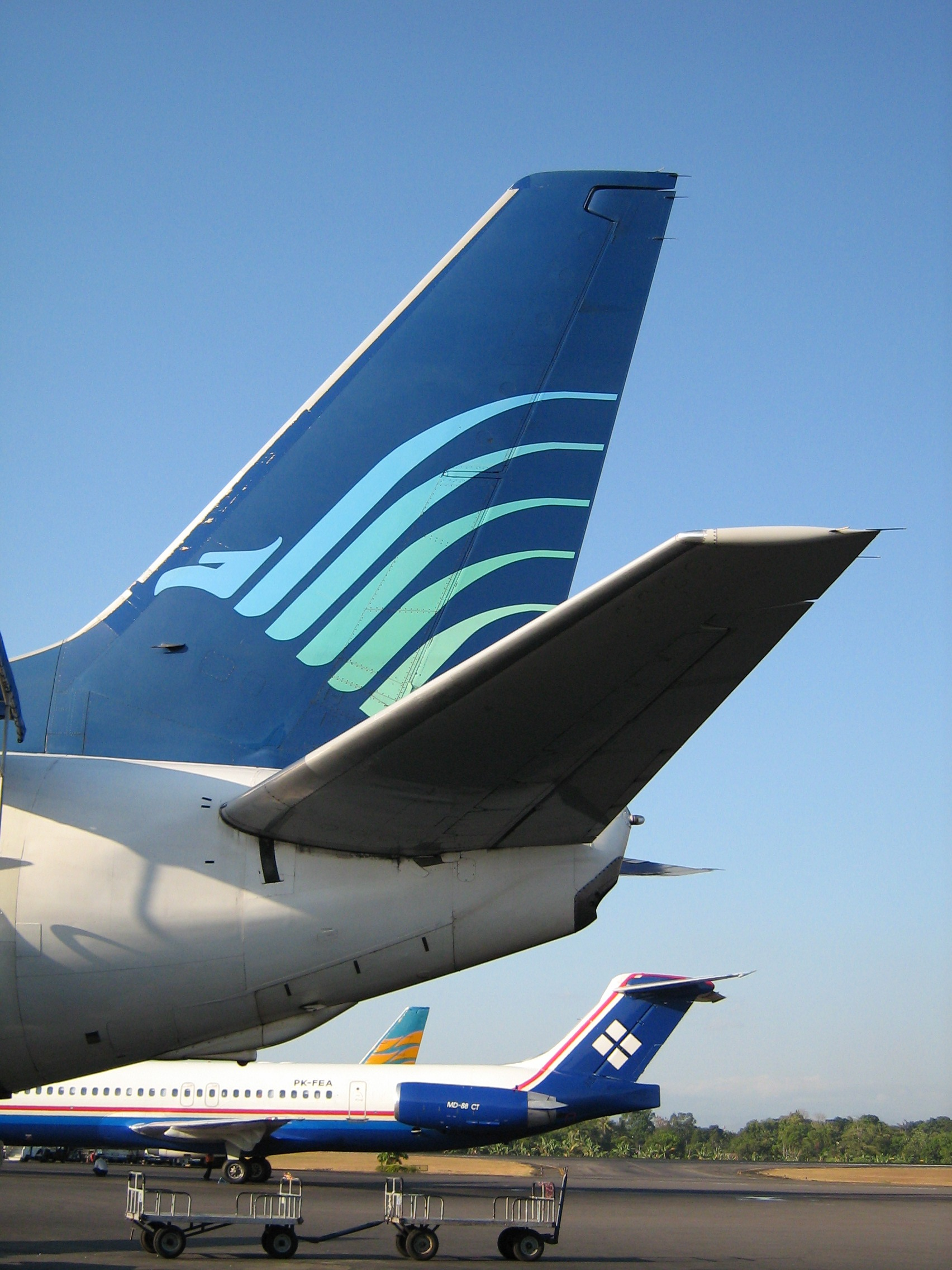
Flugzeuge der Garuda Indonesia, Airefata und Merpati Nusantara Airlines

UPG ist der offizielle zweite Eingangsflughafen Indonesiens und der wichtigste Flughafen in Ostindonesien, weswegen er von fast allen indonesischen Fluggesellschaften angeflogen wird. Viele Fluggesellschaften nutzen Makassar als Zwischenstopp auf Strecken zwischen West- und Ostindonesien, die von den eingesetzten kurzstrecken Flugzeugen Boeing 737 oder Airbus A320 nicht ohne Tankstopp geflogen werden können. Wichtigste Fluggesellschaften am Ort sind die staatlichen Garuda Indonesia und Merpati Nusantara Airlines und die Billigfluggesellschaft Lion Air. Auf Grund der zunehmenden Bedeutung dieses Flughafens öffnete Garuda Indonesia dort ihre dritte Wartungshalle nach Flughafen Soekarno-Hatta-Jakarta und Ngurah Rai-Denpasar, um den ostindonesischen Flugverkehr besser bedienen zu können.
Flugrouten ins Ausland hatten zuerst in den 1990er Jahren wenig Erfolg, dennoch flog die singapurische Silk Air bis zur Erhöhung der Flughafengebühr im Jahr 2004 die Strecke Makassar–Changi; seit 2013 nimmt sie wieder die Flugroute auf.